# Obersulm

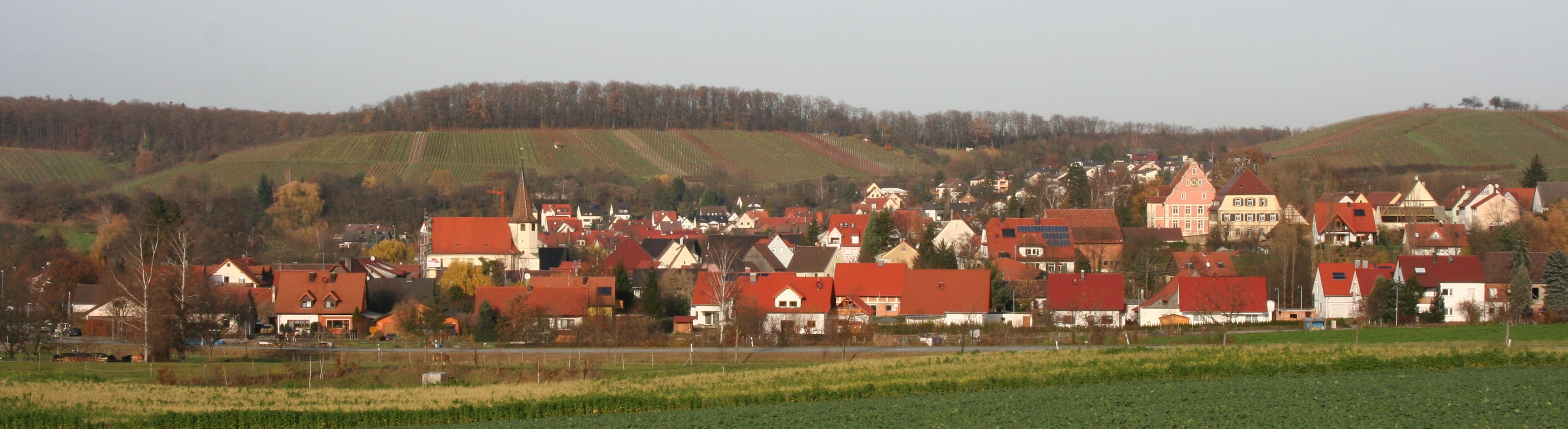
Eschenau

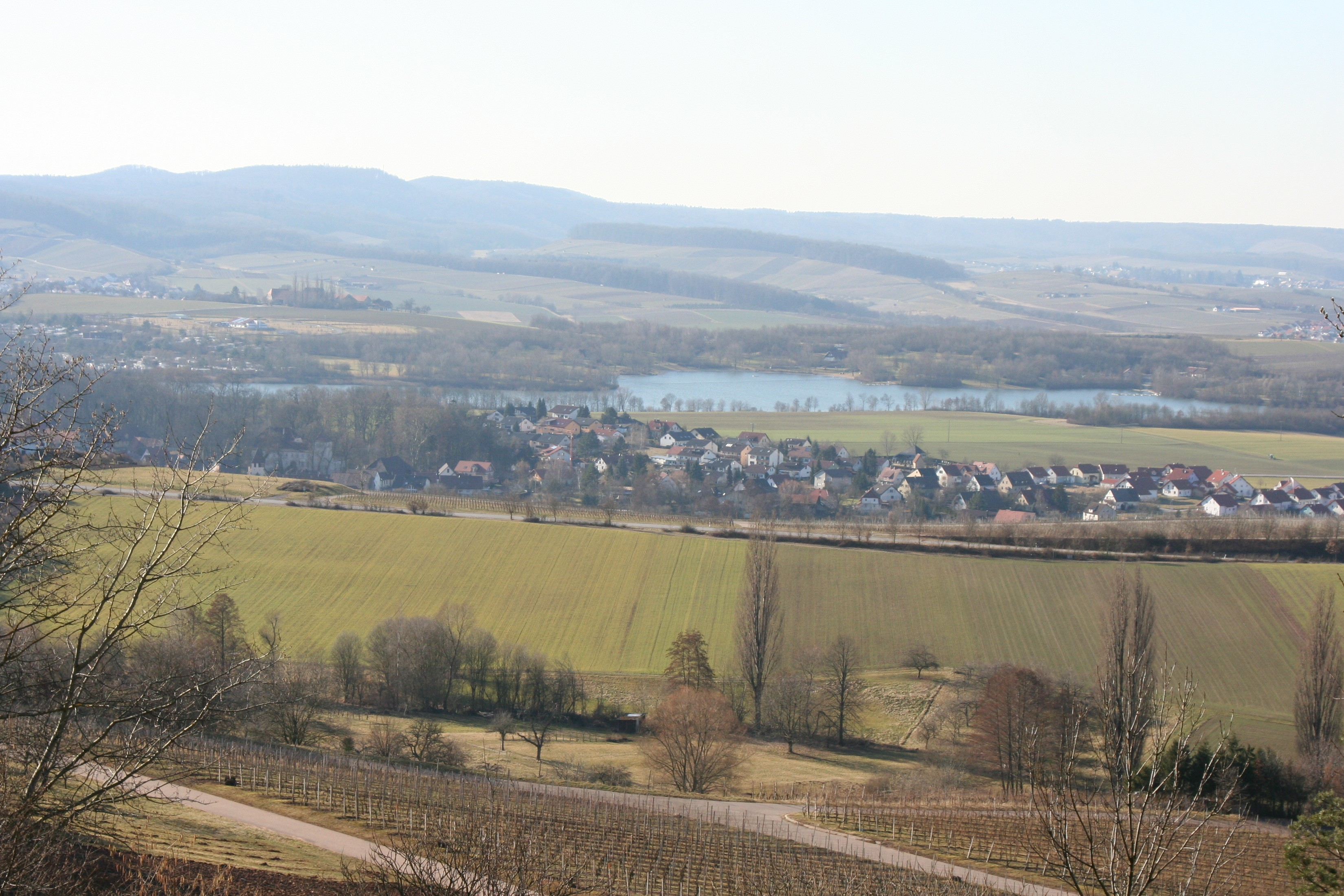
Weiler vor dem Breitenauer See

Obersulm ist eine Gemeinde im Landkreis Heilbronn, Baden-Württemberg, die 1972 durch den Zusammenschluss der Gemeinden Affaltrach, Eichelberg, Eschenau, Weiler bei Weinsberg und Willsbach entstand und in die 1975 noch Sülzbach eingemeindet wurde. Sie gehört zum Regionalverband Heilbronn-Franken  und zur Randzone der europäischen Metropolregion Stuttgart. Der Name Obersulm leitet sich von dem durch die Gemeinde fließenden Fluss Sulm her.

## Geographie

### Geographische Lage
Obersulm hat Anteil an den Naturräumen Schwäbisch-Fränkische Waldberge und Hohenloher-Haller Ebene. Die Gemeinde liegt im Sulmtal im Südosten des Landkreises Heilbronn, am Fuße der Löwensteiner Berge im Naturpark Schwäbisch-Fränkischer Wald auf 200 bis 502 Metern Höhe. Der Breitenauer See liegt teilweise auf Gemeindegebiet. Im Gemeindegebiet münden der Schlierbach, der Michelbach, das Seebächle, der Sülzbach (alle von rechts) und der Hambach (von links) in die Sulm.

### Nachbargemeinden
Nachbarstädte und -gemeinden Obersulms sind (im Uhrzeigersinn, beginnend im Süden) die Stadt Löwenstein, die Gemeinden Lehrensteinsfeld und Ellhofen, die Stadt Weinsberg und die Gemeinde Bretzfeld (Hohenlohekreis). Bis auf Bretzfeld gehören alle zum Landkreis Heilbronn. Mit der Stadt Löwenstein ist Obersulm eine Vereinbarte Verwaltungsgemeinschaft eingegangen.

### Gemeindegliederung
Obersulm besteht aus den folgenden Ortschaften, die zuvor eigenständige Gemeinden waren:
- Affaltrach
- Eichelberg
- Eschenau
- Sülzbach
- Weiler
- Willsbach

Zu Eichelberg gehört noch der Hof Friedrichshof, zu Eschenau der Weiler Wieslensdorf, der im Nordosten der Gemarkung zwischen Eschenau und Bretzfeld-Scheppach liegt, und die Höfe Kriegshölzle und Waldhof, zu Willsbach der Weiler Neuhaus und der Hof Zeilhof. Abgegangene, heute nicht mehr bestehende Orte sind auf Markung Weiler Neidlingen, auf Markung Willsbach Hanbach.

### Flächenaufteilung
Nach Daten des Statistischen Landesamtes, Stand 2014.

## Geschichte
Die sechs Ortsteile Obersulms können alle auf eine jahrhundertelange Geschichte zurückblicken. Willsbach muss nach Bodenfunden bereits im 7. Jahrhundert bestanden haben, Eschenau wurde als Villa Esginaha 780 erstmals erwähnt. Die anderen Orte wurden im 11. und 13. Jahrhundert erstmals erwähnt, zuletzt Eichelberg im Jahr 1275. Wieslensdorf wird 1387 erstmals erwähnt. Die Orte waren im Besitz örtlicher Adelsfamilien oder des Klosters Schöntal.
Affaltrach gehörte im 13. Jahrhundert den Grafen von Löwenstein und den Herren von Weinsberg. Der löwensteinische Teil war von 1278 bis 1805 im Besitz des katholischen Johanniterordens (heute auch als Malteserorden bekannt), der seine Kommende um 1600 von Schwäbisch Hall nach Affaltrach verlegte. Die erste Stadt- und Gerichtsordnung für Affaltrach mit Regeln für Aufgaben und Gehalt des Schultheißen, der Richter und Gerichtsschreiber sowie die Pflichten der Handwerker und Heiligenpfleger stammt von 1586. Um 1600 wurden rund 600 Einwohner gezählt. Im 17. Jahrhundert brachten der Dreißigjährige Krieg und die Pest großes Elend über den Ort, so dass die Einwohnerzahl bis zum Jahr 1648 auf 128 Personen sank.
Eschenau war ein Lehen der Grafen von Löwenstein, als Lehensleute hatten die Herren von Eschenau hier eine Burg, die 1504 zerstört wurde. Ab dem späten 15. Jahrhundert gehörte der Ort den Herren von Gemmingen, die hier 1573 ein Schloss errichteten. 1650 kam der Ort an die Herren von Moser, 1705 an die von Ziegesar und um 1740 an die von Killinger.
Weiler wurde 1037 erstmals erwähnt und war der Stammsitz der Freiherren von Weiler, eines alten württembergischen Adelsgeschlechts.
Sülzbach und Willsbach waren seit 1504 württembergisch; die übrigen Orte folgten 1805. Nach der Neugliederung des Königreichs Württemberg gehörten alle Orte dem Oberamt Weinsberg an. Eine vom Volksstaat Württemberg 1926 durchgeführte Verwaltungsreform führte zur Auflösung des Oberamts Weinsberg, sodass alle Orte der späteren Gemeinde Obersulm zum Oberamt Heilbronn kamen. Bei der Verwaltungsreform während der NS-Zeit in Württemberg gelangten die Ortschaften 1938 zum Landkreis Heilbronn.
1939 wurden in Affaltrach 807 Einwohner gezählt, in Eichelberg 308, in Eschenau 905, in Sülzbach 515, in Weiler 321 und in Willsbach 1272.
Da der Landkreis Heilbronn nach dem Zweiten Weltkrieg Teil der Amerikanischen Besatzungszone geworden war, gehörten die Ortschaften somit seit 1945 zum neu gegründeten Land Württemberg-Baden, das 1952 im jetzigen Bundesland Baden-Württemberg aufging.
Am 1. Mai 1972 entstand die neue Gemeinde Obersulm durch den Zusammenschluss der Gemeinden Affaltrach, Eichelberg, Eschenau, Weiler bei Weinsberg und Willsbach. Am 1. Januar 1975 wurde noch Sülzbach eingemeindet.

## Demographie
Bevölkerungsentwicklung:
| Jahr | Einwohnerzahl |
| ---- | ------------- |
| 1990 | 11.712        |
| 2001 | 13.512        |
| 2011 | 13.358        |
| 2021 | 13.903        |

## Religionen
Obersulm ist überwiegend evangelisch. In Affaltrach, Eschenau, Sülzbach, Weiler mit Eichelberg und Willsbach gibt es eigene evangelische Kirchengemeinden, die alle zum Kirchenbezirk Weinsberg-Neuenstadt der Evangelischen Landeskirche in Württemberg gehören. In Affaltrach, der ehemaligen Johanniter-Kommende, gibt es eine katholische Kirchengemeinde, die auch für die anderen Ortsteile und weitere Gemeinden außer von Obersulm zuständig ist. Die Neuapostolische Kirche ist ebenfalls in Obersulm vertreten.
Nach älteren Nachweisen einzelner Juden sind jüdische Gemeinden in Affaltrach und Eschenau seit dem 17. Jahrhundert belegt. Sowohl die Jüdische Gemeinde Affaltrach als auch die Jüdische Gemeinde Eschenau hatten um 1850 ihre größte Mitgliederstärke mit zusammen rund 300 Personen. Danach ging die Gemeindegröße durch Ab- und Auswanderung rasch zurück. Die Eschenauer Juden besuchten ursprünglich die Synagoge in Affaltrach und hatten auch auf dem Affaltracher Judenfriedhof ihr Begräbnis. Aufgrund von Streitigkeiten zwischen den Gemeinden wurde 1797 in Eschenau eine eigene Synagoge erbaut. Die 1823 verfügte Zuteilung der Eschenauer Gemeinde als Filialgemeinde von Affaltrach wurde später wieder aufgehoben. 1851 wurde die Synagoge Affaltrach in ihrer heutigen Gestalt erbaut. Von den wenigen, nach 1933 noch in Affaltrach oder Eschenau lebenden Juden kamen nach 1940 sechs Personen im Zuge der Euthanasie oder der Deportation deutscher Juden zu Tode. 1941/42 wurden nochmals über 100 ältere Juden aus anderen Orten in das Eschenauer Schloss einquartiert (Zwangsaltersheim). Von ihnen starben elf, die auf dem jüdischen Friedhof Affaltrach beigesetzt wurden. Die anderen wurden 1942 nach Theresienstadt deportiert und kamen dort oder in den Vernichtungslagern des Ostens ums Leben.

## Politik

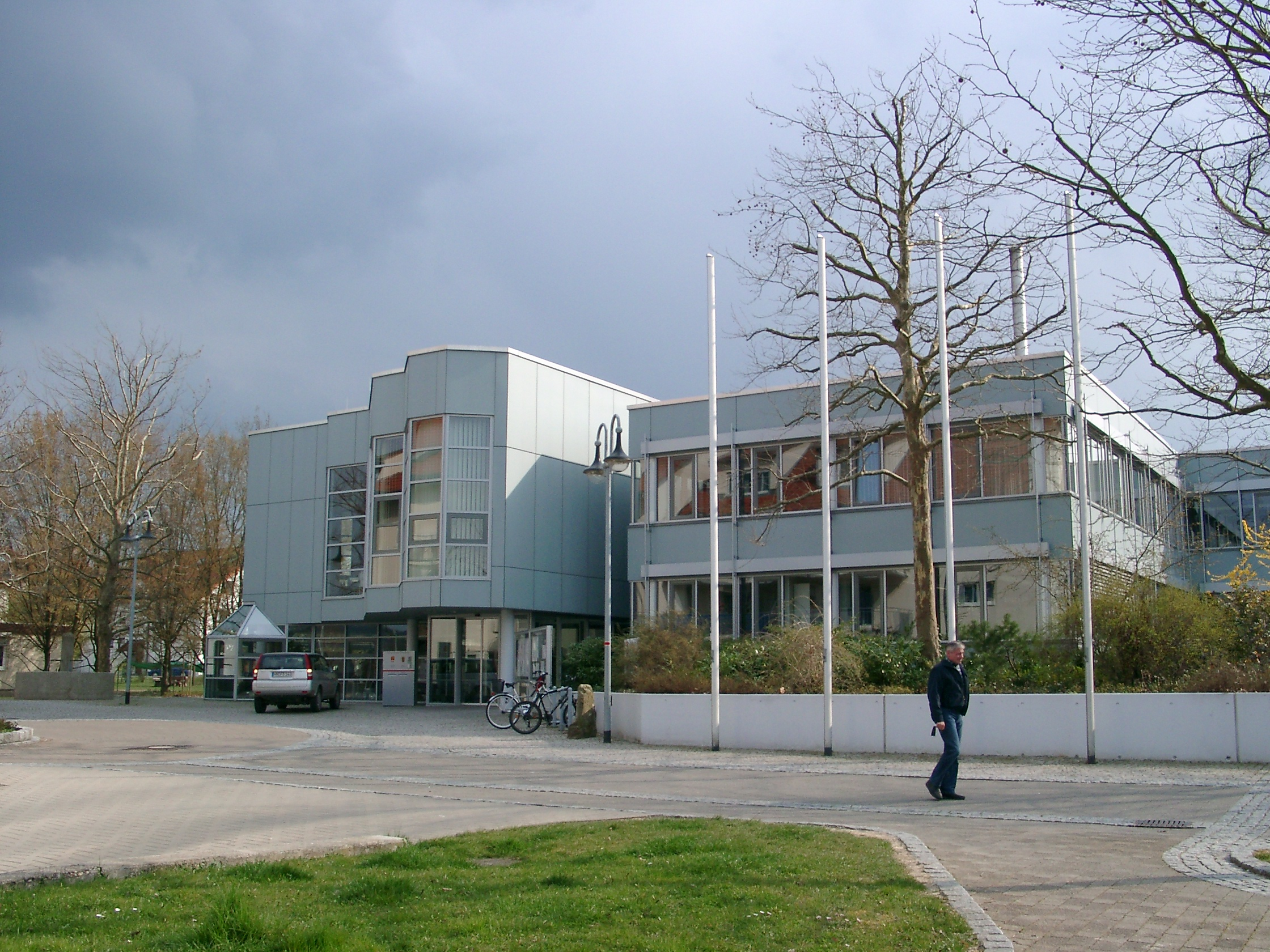
Rathaus in Obersulm-Affaltrach

### Bürgermeister
- 1972–1988: Horst Finkbeiner
- 1988–2011: Harry Murso
- 2011–2021: Tilman Schmidt
- seit 2021: Björn Steinbach

Bei der Bürgermeisterwahl am 8. Mai 2011 setzte sich der 42-jährige Bürgermeister von Langenbrettach, Tilman Schmidt, gegen drei weitere Kandidaten durch. Der Amtsinhaber war nicht mehr angetreten. Am 7. Juli 2019 wurde Schmidt als Alleinkandidat mit 90,1 % der gültigen Stimmen wiedergewählt. Am 2. November 2020 kündigte er seinen Rücktritt zum 31. Mai 2021 aus persönlichen und familiären Gründen an. Der Lehrensteinsfelder Bürgermeister Björn Steinbach wurde 2021 zu seinem Nachfolger gewählt.

### Gemeinderat und Ortschaftsräte
Der Gemeinderat in Obersulm umfasst  22 Sitze. Er besteht aus den gewählten ehrenamtlichen Gemeinderäten und dem Bürgermeister als Vorsitzendem. Der Bürgermeister ist im Gemeinderat stimmberechtigt. 
Die Kommunalwahl am 9. Juni 2024 führte zu folgendem Endergebnis.
| Parteien und Wählergemeinschaften | Parteien und Wählergemeinschaften           | % 2024  | Sitze 2024 | % 2019 | Sitze 2019 |
| FWV                               | Freie Wählervereinigung                     | 31,23   | 7          | 35,5   | 8          |
| CDU                               | Christlich Demokratische Union Deutschlands | 23,20   | 5          | 20,6   | 5          |
| Grüne                             | Bündnis 90/Die Grünen                       | 17,58   | 4          | 24,1   | 5          |
| SPD                               | Sozialdemokratische Partei Deutschlands     | 17,39   | 4          | 19,8   | 4          |
| FBO                               | Freie Bürger Obersulm                       | 10,60   | 2          | –      | –          |
| gesamt                            | gesamt                                      | 100,0   | 22         | 100,0  | 22         |
| Wahlbeteiligung                   | Wahlbeteiligung                             | 64,74 % | 64,74 %    | 62,4 % | 62,4 %     |

In jeder der sechs Ortschaften Affaltrach, Eichelberg, Eschenau, Sülzbach, Weiler und Willsbach gibt es zudem einen Ortschaftsrat, der jeweils sechs Mitglieder hat. Auf ihren Vorschlag hin wählt der Gemeinderat für jede Ortschaft einen ehrenamtlichen Ortsvorsteher. Diese Gremien sind zu wichtigen die Ortschaft betreffenden Angelegenheiten zu hören.

### Wappen und Flagge

Wappen Obersulms

Die Blasonierung des Obersulmer Wappens lautet: In Rot über einer erniedrigten silbernen Wellenleiste eine goldene Traube, von deren Stiel oben beiderseits je ein goldenes Rebblatt ausgeht. Die Flagge der Gemeinde ist Gelb-Rot.
Die neu entstandene Gemeinde Obersulm veröffentlichte 1976 im Gemeindeblatt einen Wettbewerbs-Aufruf an die Bürgerschaft, Vorschläge für ein künftiges gemeinsames Gemeindewappen zu machen. Aus den eingereichten Vorschlägen bewertete der Gemeinderat den Entwurf eines 15-jährigen Obersulmers als den Besten. Das heutige Gemeindewappen ist eine farbliche und stilistische Weiterentwicklung dieses Entwurfs. Die Traube symbolisiert den Weinbau, der in allen Ortsteilen betrieben wird, die Wellenleiste steht für die Sulm, die auch im Namen der Gemeinde erscheint. Die Farben Silber und Rot sind die Wappenfarben sowohl der Herren von Weinsberg als auch der Grafen von Löwenstein, die früher bedeutende Teile des heutigen Gemeindegebietes in Besitz hatten. Wappen und Flagge wurden der Gemeinde vom Landratsamt des Landkreises Heilbronn am 26. Juli 1976 verliehen.

### Partnerorte
Zu den Partnerorten Beaumont-le-Roger in Frankreich und Rohrendorf bei Krems in Österreich gesellte sich am 23. September 2006 als dritter Partnerort die in Nordost-Ungarn gelegene Weinbaugemeinde Hercegkút (ehemaliger deutscher Name: Trautsondorf).

## Kultur und Sehenswürdigkeiten
Eschenau, Affaltrach, Weiler, Willsbach und Sülzbach liegen an der Württemberger Weinstraße.

### Museen

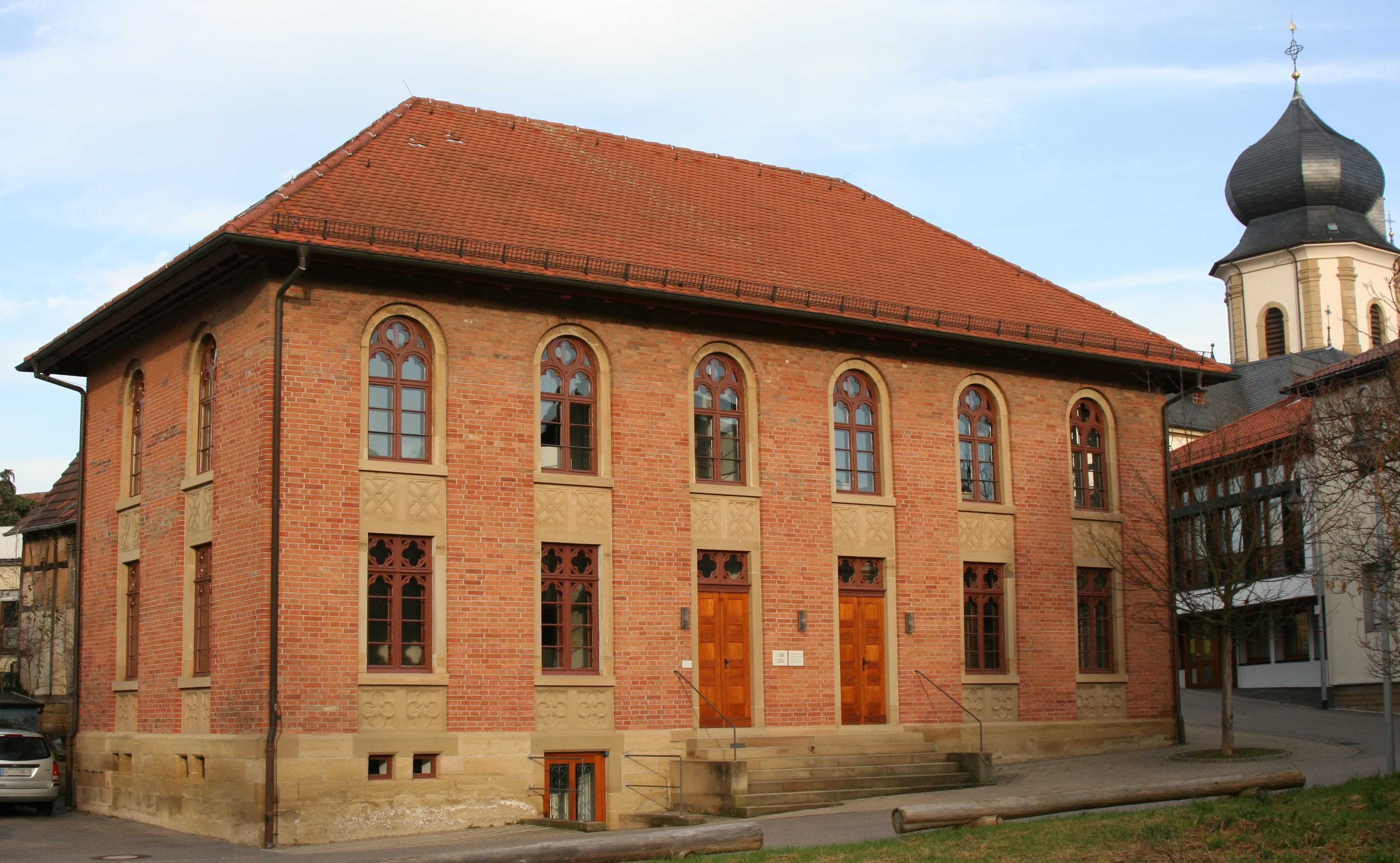
Museum zur Geschichte der Juden in Kreis und Stadt Heilbronn in der ehemaligen Synagoge in Affaltrach

In Weiler gibt es ein Schulmuseum (das größte seiner Art in Baden-Württemberg) mit angeschlossenem Spielzeugmuseum, in Affaltrach das Museum zur Geschichte der Juden in Kreis und Stadt Heilbronn in der 1851 erbauten Synagoge Affaltrach.

### Bauwerke
Affaltrach

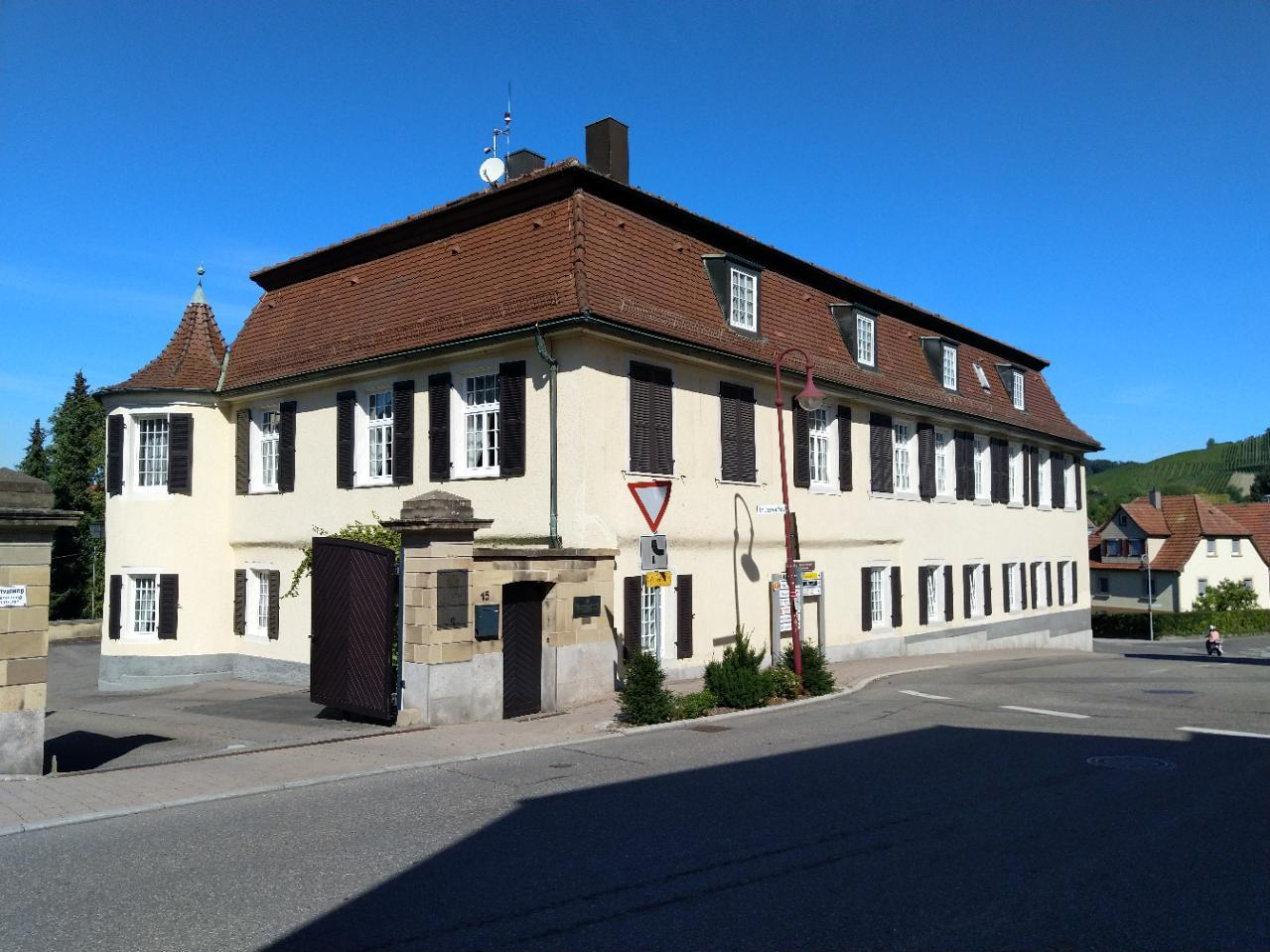
Schloss Affaltrach

- Schloss Affaltrach ist das Kommenturgebäude der ehemaligen Johanniter-Kommende von 1694. In der Schlossanlage befindet sich die 1928 gegründete Schlosskellerei Affaltrach.
- Die evangelische Johanneskirche geht auf einen spätgotischen Bau zurück, der seine heutige Gestalt durch eine neobarocke Umgestaltung 1903 erhielt. Von 1706 bis zum Bau der katholischen Kirche diente das Kirchengebäude als Simultankirche.[25] Ein gleichberechtigtes und rücksichtsvolles Verhältnis zwischen den Konfessionen entwickelte sich erst, als 1806 die geistlichen Landesherren, also auch die Orden, ihre herrschaftlichen Rechte verloren. Affaltrach kam dabei als Ganzes zu Württemberg. Nach der Fertigstellung der katholischen Kirche St. Johann Baptist im Jahr 1899 wurde die evangelische Kirchengemeinde Alleineigentümerin der alten Pfarrkirche St. Johann, die sie daraufhin mit Architekt Theophil Frey bis 1902 um ein Querhaus erweiterte und renovierte. 1991/92 wurde die Kirche außen und 1996/97 innen renoviert. Das Chorfenster mit dem Motiv Jesus segnet die Kinder entwarf der Stuttgarter Künstler Theodor Bauerle, ausgeführt und eingebaut wurde es 1902 von der Stuttgarter Glasmalwerkstatt Waldhausen & Ellenbeck. 1997 wurde das Gemälde Christus als Weltenherrscher von 1812 des aus Heilbronn stammenden Wiener Künstlers Heinrich Friedrich Füger gestiftet.[26]
- Um die Kirche lag der ursprüngliche Friedhof des Ortes, der ab 1819 vom heutigen Affaltracher Friedhof ersetzt wurde.
- Bei der Kirche befindet sich das historische evangelische Pfarrhaus in Fachwerkbauweise. Das ebenfalls bei der Kirche befindliche alte katholische Pfarrhaus, ein 1832 erneuertes Fachwerkhaus, geht auf eine alte Johanniterherberge zurück und gelangte 1983 in den Besitz der evangelischen Gemeinde, die es in ihr Gemeindezentrum integrierte.
- Die katholische Pfarrkirche St. Johann Baptist wurde 1898/99 nach Plänen von Richard Raisch erbaut. Die ursprünglich reicher geschmückte Kirche erhielt ihr schlichtes Inneres im Zuge einer Renovierung im Jahr 1957. Die Kreuzwegstationen, der Taufstein und die Orgelempore mit Orgel datieren noch aus der Zeit der Errichtung des Bauwerks. Vier Heiligenfiguren aus Lindenholz und eine Madonnenfigur aus dem späten 15. Jahrhundert stammen aus der älteren Johanneskirche.
- Die Synagoge Affaltrach wurde 1851 errichtet und dient heute als Museum zur Geschichte der Juden in Kreis und Stadt Heilbronn. Der Jüdische Friedhof in Affaltrach wurde bereits im 17. Jahrhundert angelegt.
- Zu den weiteren markanten Gebäuden des Ortes zählt das auch als Dorfburg bezeichnete, 1913 eröffnete katholische Schulhaus.

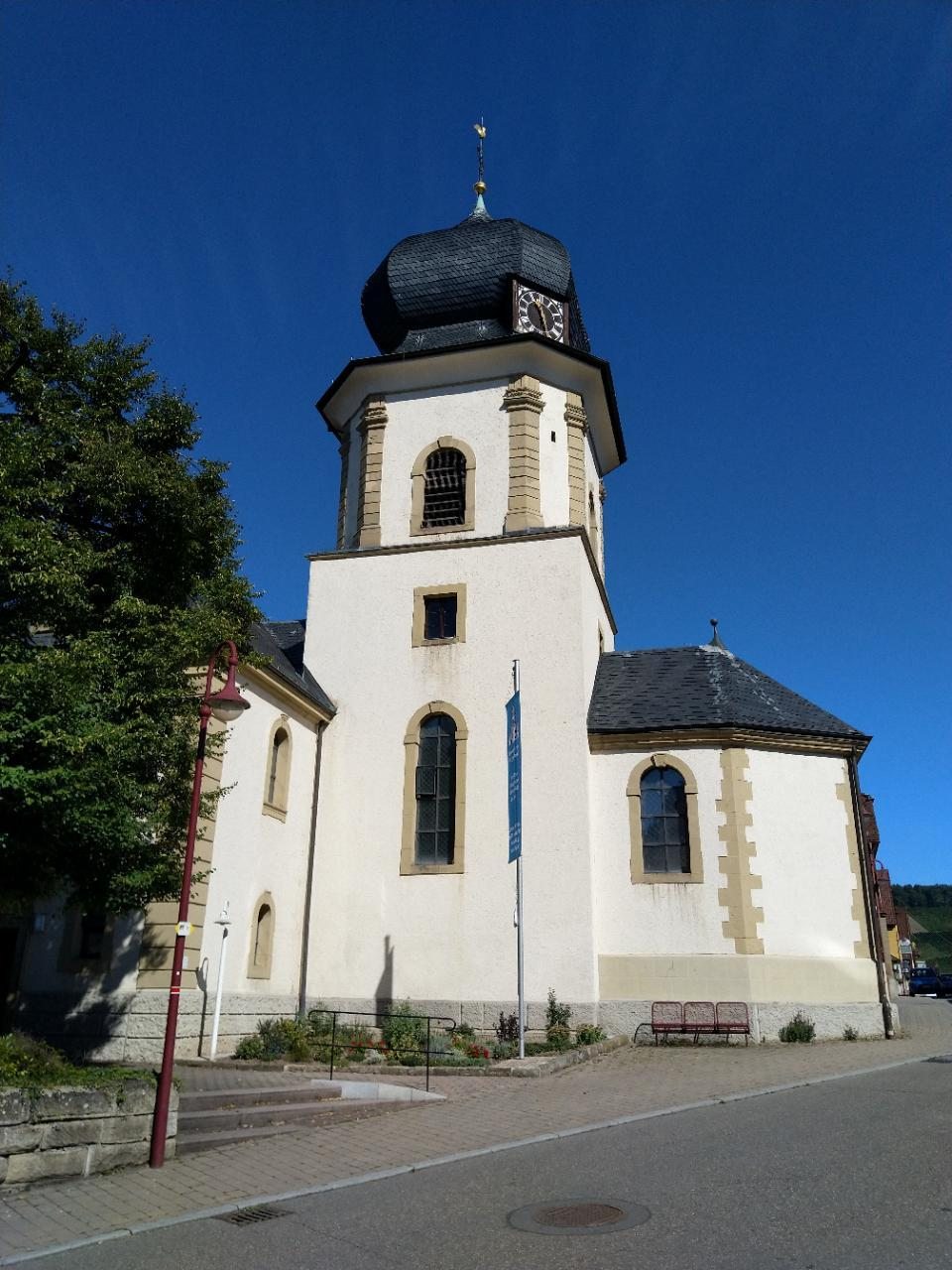
Ev. Johanneskirche
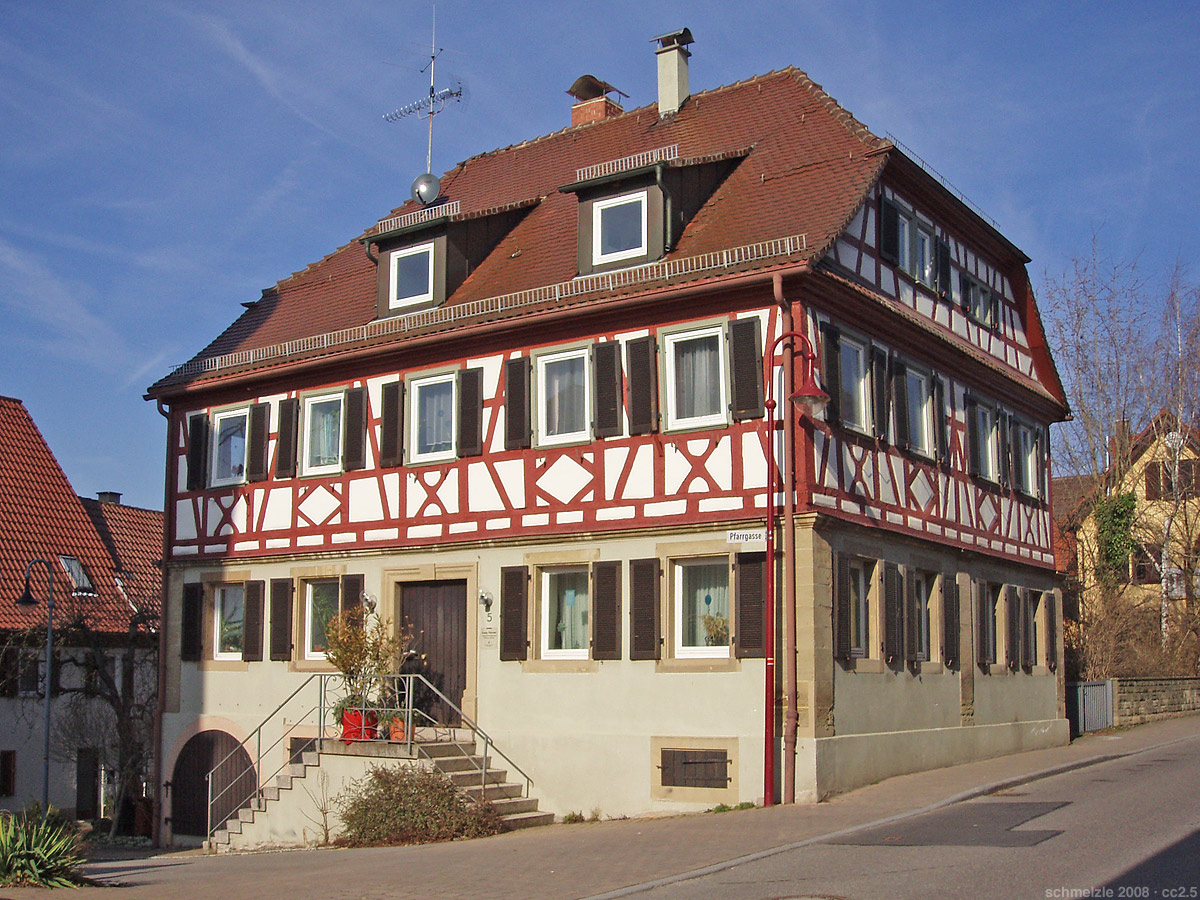
Ev. Pfarrhaus
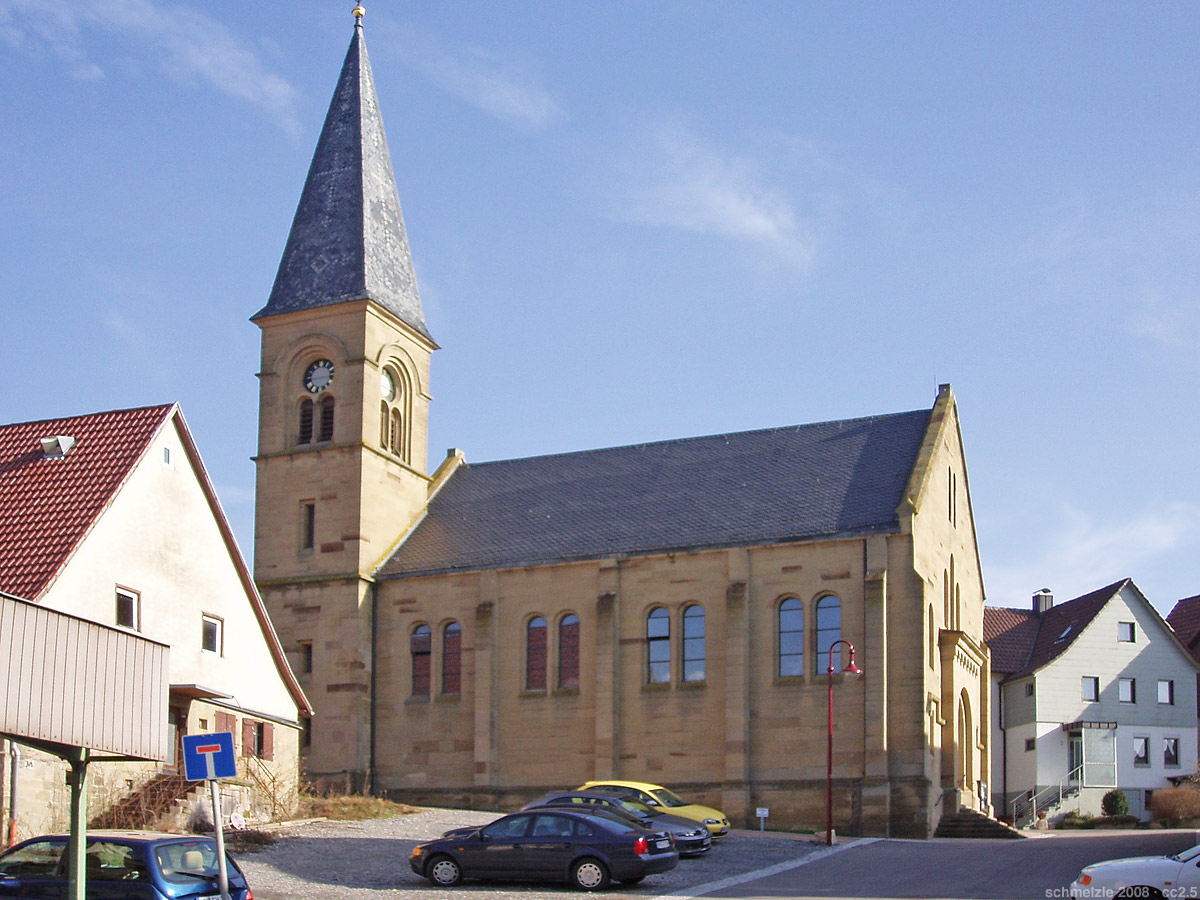
Kath. Kirche

Eichelberg

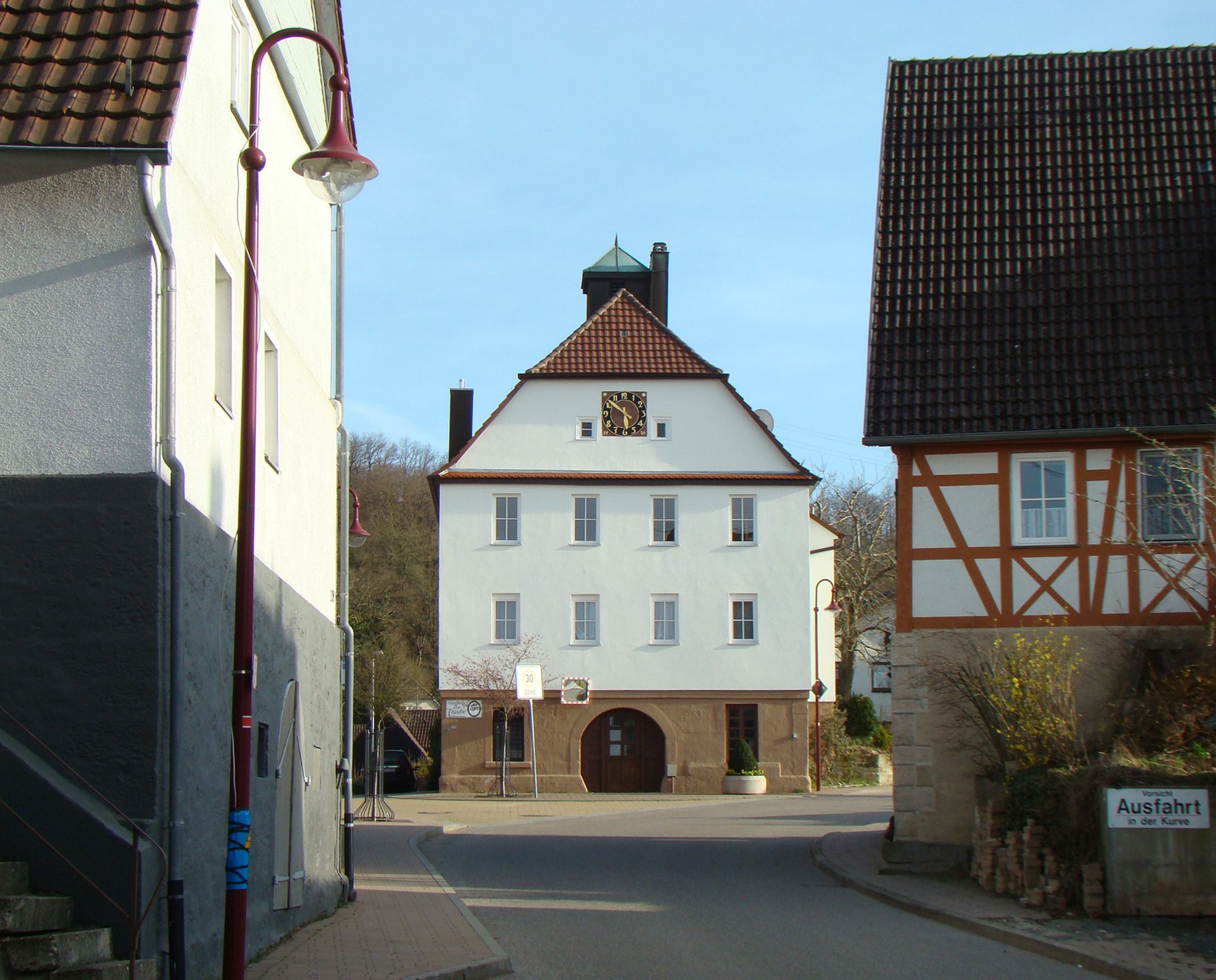
Altes Rathaus in Eichelberg

- Die Alte Kelter wurde 1738 am Hundsberg errichtet, später mehrfach erweitert und 1924 an ihren heutigen Standort versetzt. Sie hat eine Länge von 59 Metern und wird heute als Dorfgemeinschaftsraum genutzt.
- Im Vorderdorf befinden sich ein Backhaus, das Alte Rathaus sowie das ehemalige Gasthaus zum Adler.
- Oberhalb von Eichelberg befindet sich der Friedrichshof, ein barockes Hofgut, das 1799 durch Freiherr Friedrich von Weiler erbaut wurde und heute als Langzeittherapieeinrichtung genutzt wird.

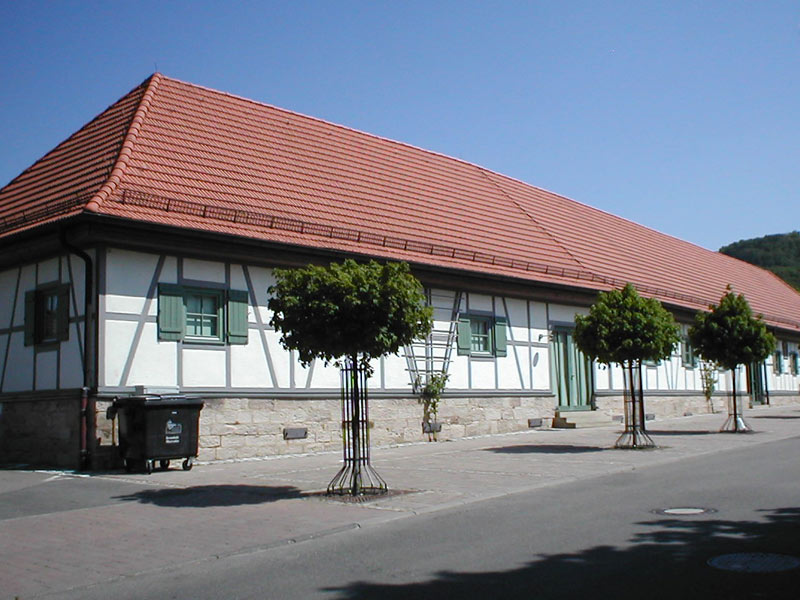
Alte Kelter
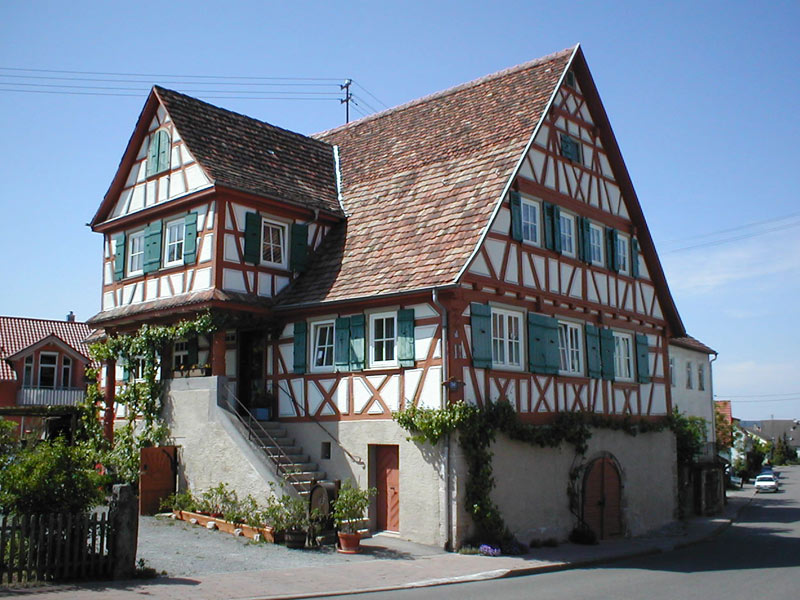
Ehem. Gasthaus zum Adler
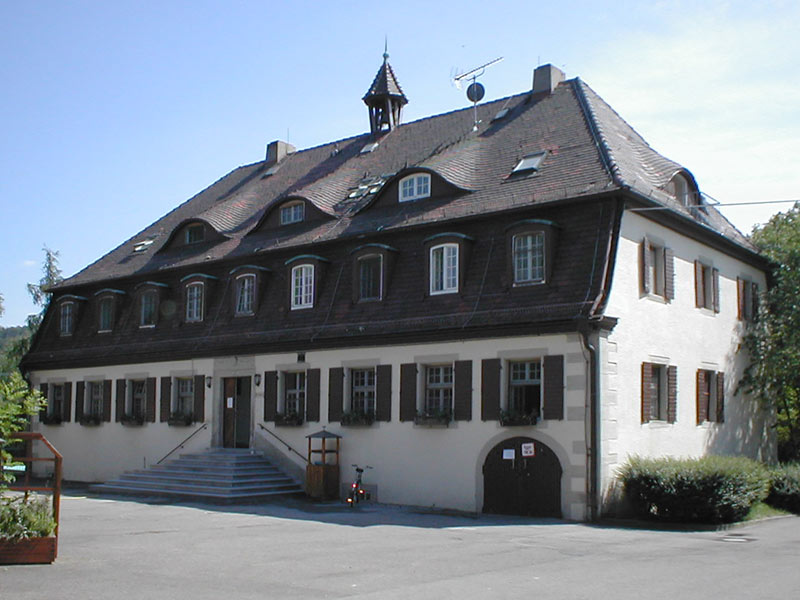
Friedrichshof

Eschenau

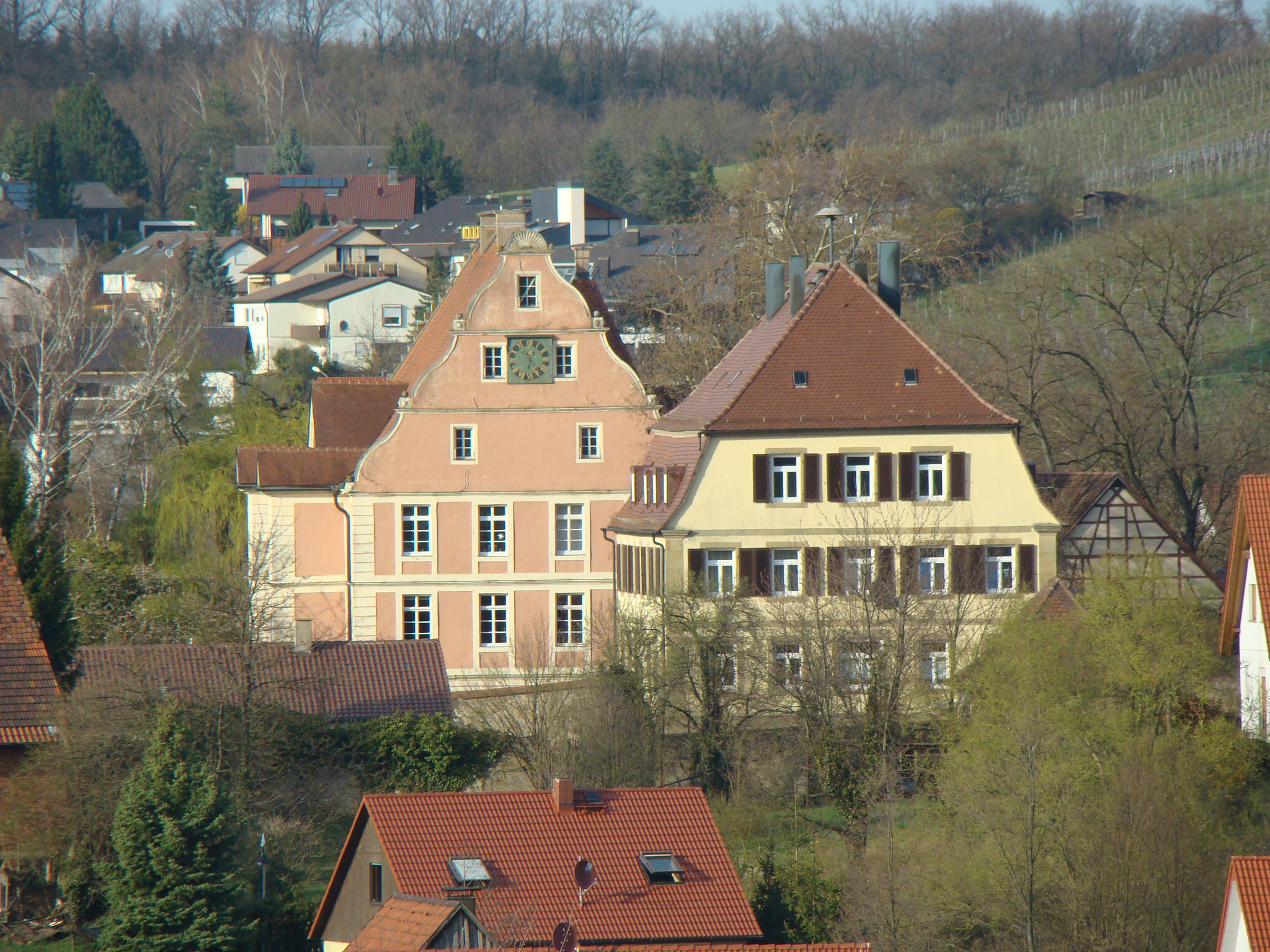
Schloss Eschenau (links), davor das Rathaus

- Schloss Eschenau, erbaut im 16. Jahrhundert. Um 1740 im Besitz von Johann Melchior von Killinger, der das Schloss 1745 nach Entwürfen von Leopoldo Retti unter Leitung von Georg Philipp Wenger umbauen ließ. Im Park des Schlosses befinden sich noch ein Gartenhaus und eine Orangerie.
- Das Rathaus ist ehemaliges Gemmingensches Amtshaus, das 1649 als Witwensitz erwähnt wurde und seit Renovierung 1890 das alte Rathaus ersetzt.
- Wendelinskirche: Der Sockel des oktogonalen Turmaufbaus ist mittelalterlich, das barocke Kirchenschiff erhielt seine heutige Gestalt im 18. Jahrhundert durch den Baumeister Johann Michael Krauß aus Windsheim, vermutlich nach Plänen von Philippe de la Guêpière, ist jedoch seit der Renovierung durch Architekt Hannes Mayer 1959 wieder schlichter ausgestaltet. 1790 hat die Ortsherrschaft der Freiherren von Killinger unter dem Sockelgeschoss des Turms eine Gruft einrichten lassen, die jedoch nur für wenige Jahrzehnte in der zweiten Hälfte des 18. Jahrhunderts für Beisetzungen genutzt und dann geschlossen, in jüngerer Zeit aber wieder zugänglich gemacht wurde. 2006/08 erhielt der Westgiebel der Kirche eine Sanierung. Aus dem späten 15. Jahrhundert stammen drei farbig gefasste Standfiguren aus Lindenholz. Eine ehemals in der Eschenauer Kirche befindliche Hochrelieftafel mit der Legende der hl. Ursula, vermutlich aus dem Schrein eines kleineren Altars um 1500, wurde 1885 an die Stuttgarter Altertümersammlung verkauft und befindet sich heute im Württembergischen Landesmuseum.[27] Rechts an der Chorbogenwand befinden sich die Grabplatten des Ehepaars von Gemmingen-Fürfeld († 1597 und 1601). Das hölzerne Taufbecken von 1706 sowie ein stilistisch übereinstimmender großer Kerzenständer erinnern mit ihrer Farbigkeit und Ornamentik noch an die frühere barocke Ausstattung der Kirche. Die Orgel wurde 1879 von Karl Schäfer erbaut.[25]
- Außerdem sind zwei Keltern um 1600 und das barocke Gasthaus zum Ochsen (1788) in der Ortsmitte erwähnenswert.
- Das Alte Rathaus von 1546 an der Schlossmauer sowie die Alte Synagoge von 1797 wurden zu Wohngebäuden umgebaut. Ein historischer Klosterhof des Klosters Lichtenstern wurde inzwischen abgerissen.
- In die Friedhofsmauer sind historische Epitaphen der Ortsherrschaft (Freiherren von Ziegesar) eingelassen, außerdem befinden sich dort Grabmale der von Üxküll-Gyllenband.
- Südöstlich von Eschenau, mitten im Wald direkt an der Gemarkungsgrenze zu Bretzfeld, befindet sich der 1851 von Albert von Hügel angelegte Waldhof.

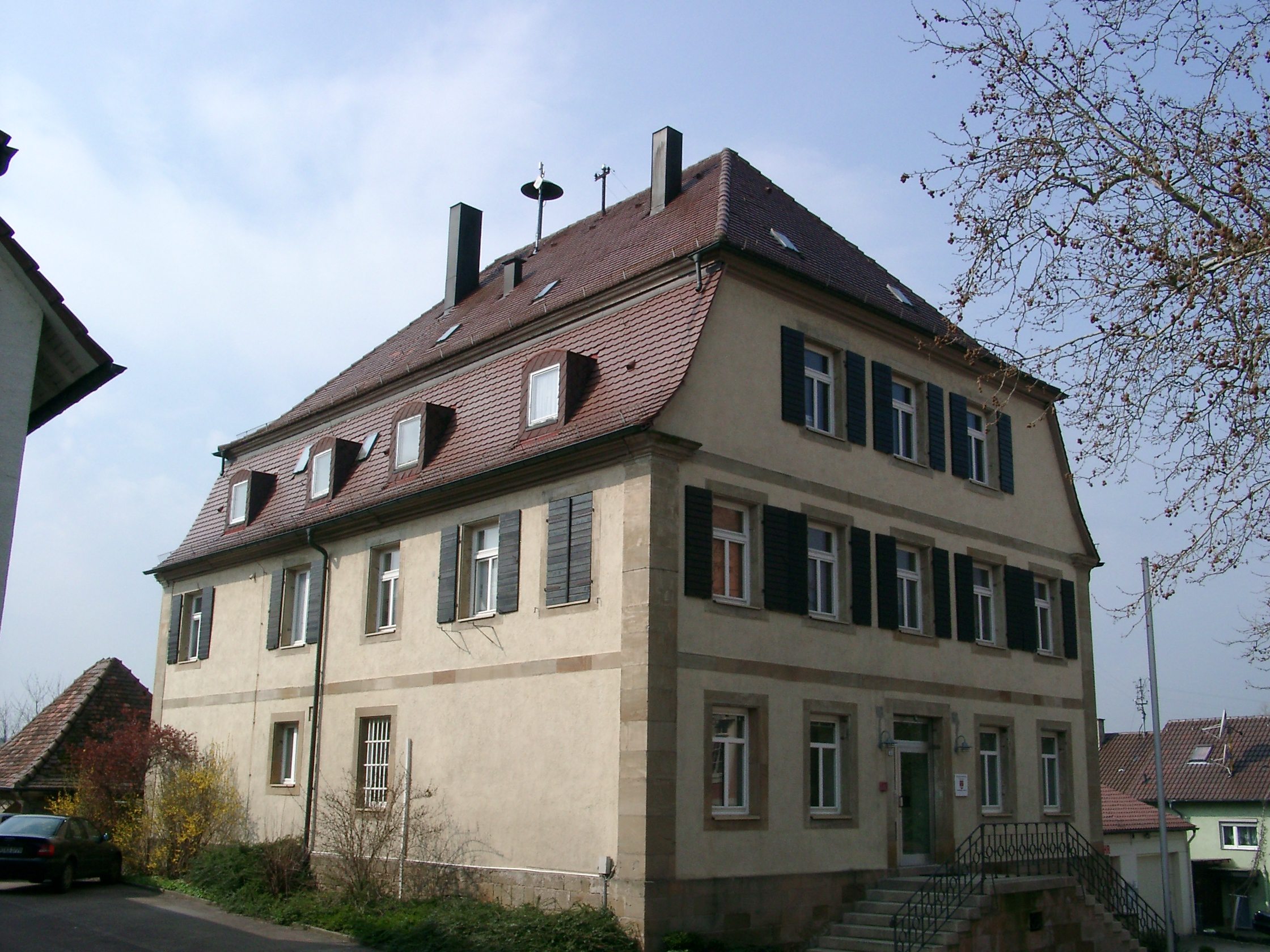
Rathaus
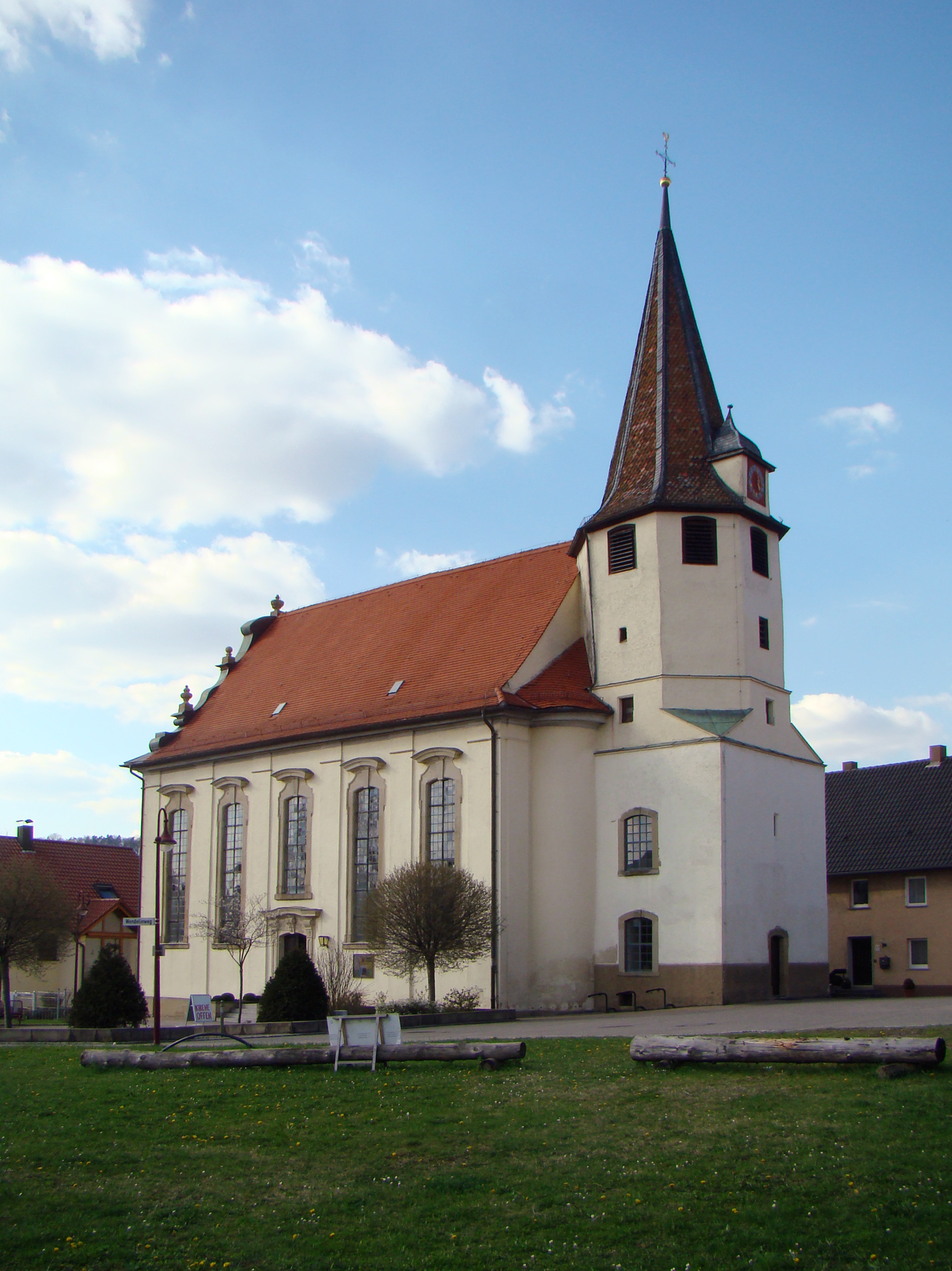
Wendelinskirche
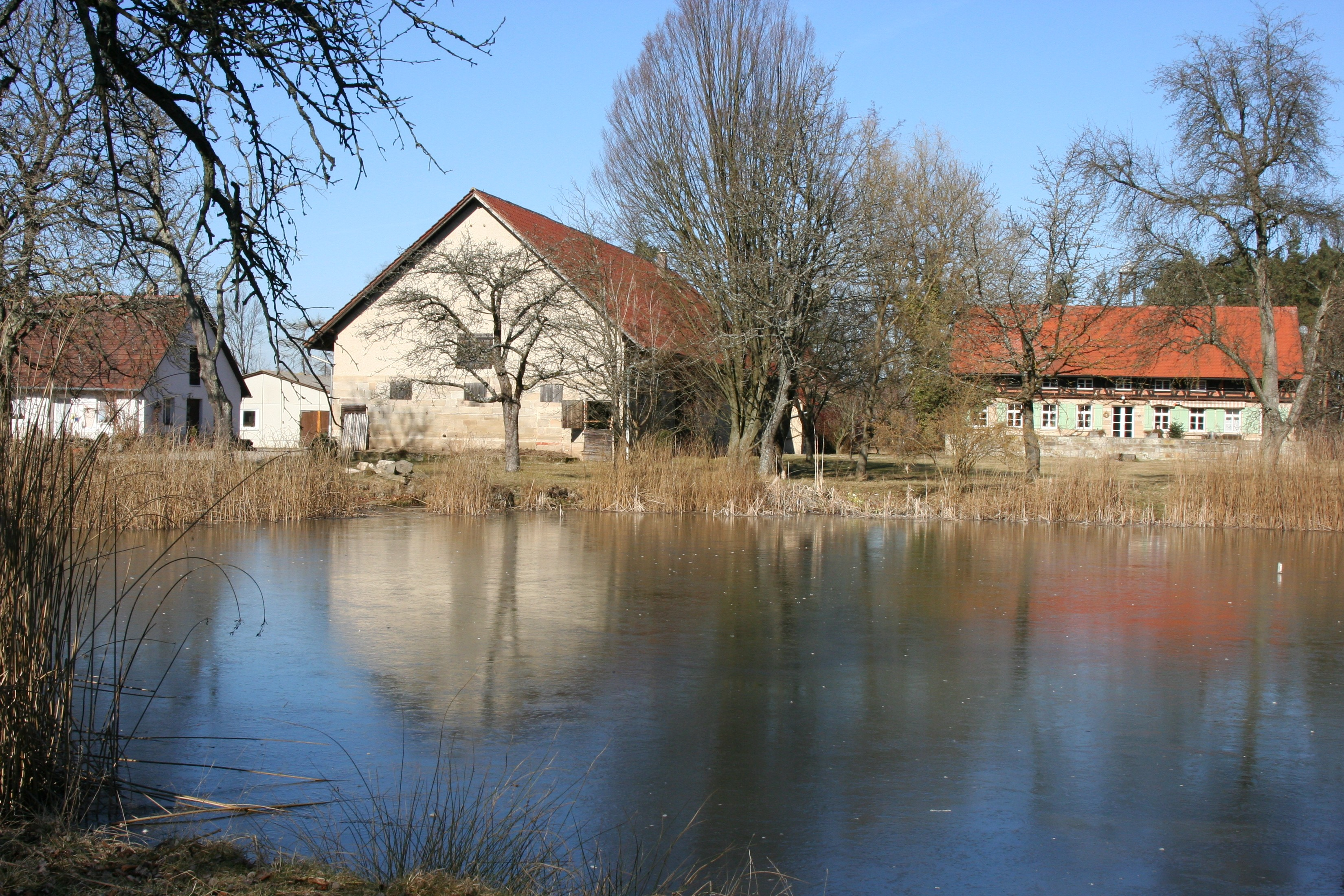
Waldhof

Sülzbach

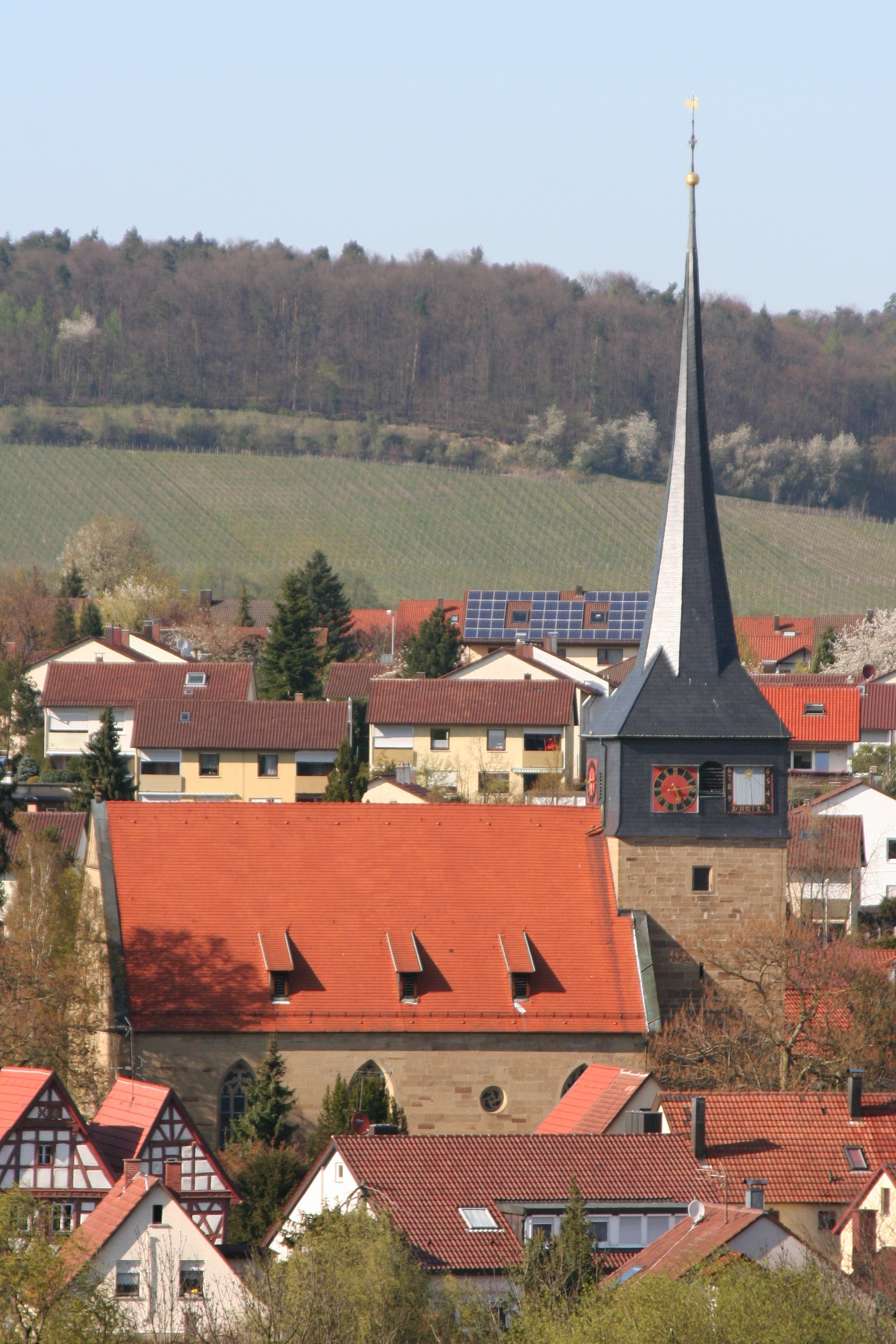
Kilianskirche Sülzbach

- Die evangelische Kilianskirche ist die Urkirche des Weinsberger Tals, gegründet gegen Ende des 8. Jahrhunderts unter Würzburger Einfluss. Die Vorgängerkirchen aus Holz wurde um 1150 durch einen romanischen Steinbau ersetzt, der später zu einer Wehrkirchenanlage mit Umfriedung aus- und im 14. Jahrhundert gotisch umgebaut wurde. Im Unterbau des Chorturms gibt es romanische und gotische Steinmetzzeichen. Die Kirche wurde 1619 vom herzogliche Kirchenbaumeister Friedrich Vischlin im Stil der Renaissance umgebaut und im 17. Jahrhundert mehrfach reich im Inneren mit Rollwerk- und Beschlagwerk und dekorativen Holzarbeiten ausgeschmückt. Der bedeutendste Kunstschatz der Kirche ist eine als Hochrelief geschnitzte Grablegungsgruppe am Altar aus der Zeit um 1480, bemerkenswert sind außerdem das schmuckvolle, an der Nordwand angebrachte Oettinger-Epitaph von 1626 und das meisterhafte, aber reparaturanfällige Traggerüst des nadelspitzen Kirchturms. Das Glasgemälde im Chorfenster wurde 1895 in der Münchner Werkstatt von Christian Heinrich Burckhardt entworfen und ausgeführt und zeigt die Kreuzigung Jesu.[25] Im von einer Wehrmauer umgebenen Kirchhof befindet sich eine Kopie des Beheim-Sühnekreuzes, neben der Kirche befindet sich ein barockes Pfarrhaus.
- In der Ortsmitte ist das Alte Schul- und Rathaus, außerdem das moderne Bürgerbüro, bei dem sich mehrere Auszeichnungen des Landeswettbewerbs Unser Dorf soll schöner werden (Goldene Preismünze 2001) befinden.
- In Sülzbach befinden sich außerdem mehrere sehenswerte Fachwerkgebäude, darunter vier prächtige Anwesen mit Zierfachwerk in der Eberstädter Straße, die bis 1556 zurückdatieren und zu denen auch der ehemalige Schöntaler Klosterhof mit Alter Kelter von 1790 zählt.

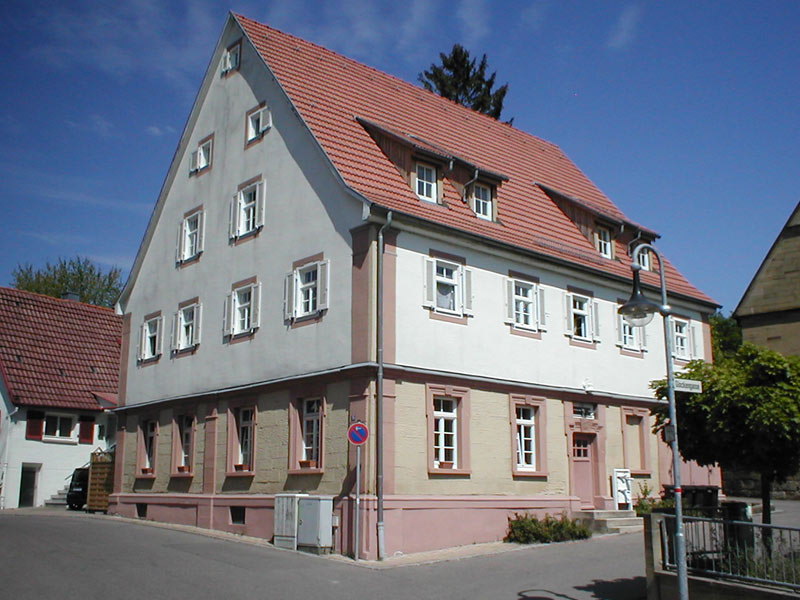
Altes Schul- und Rathaus
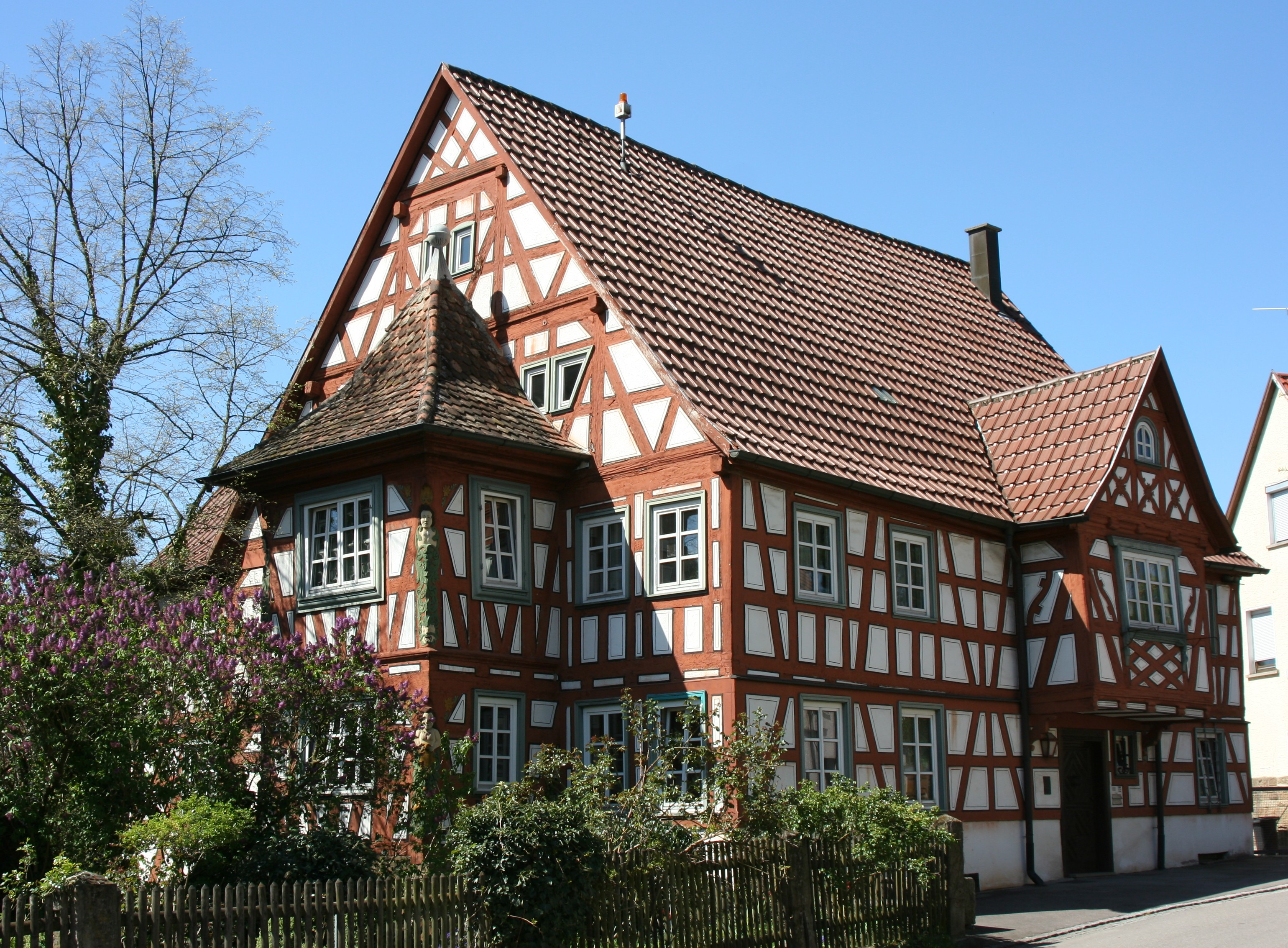
Fachwerkhaus Eberstädter Str. 11 (1684)
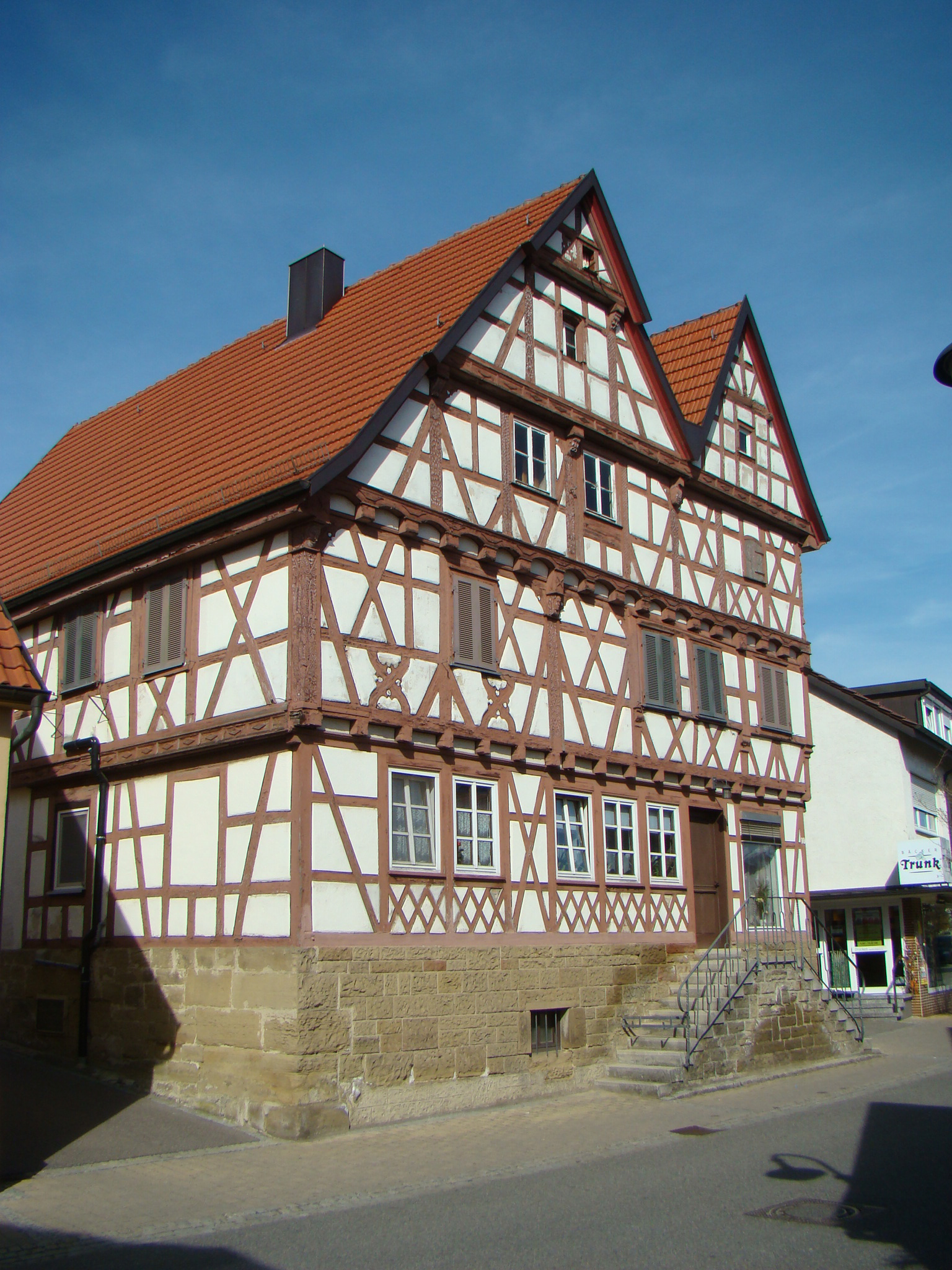
Oettingerhaus

Weiler

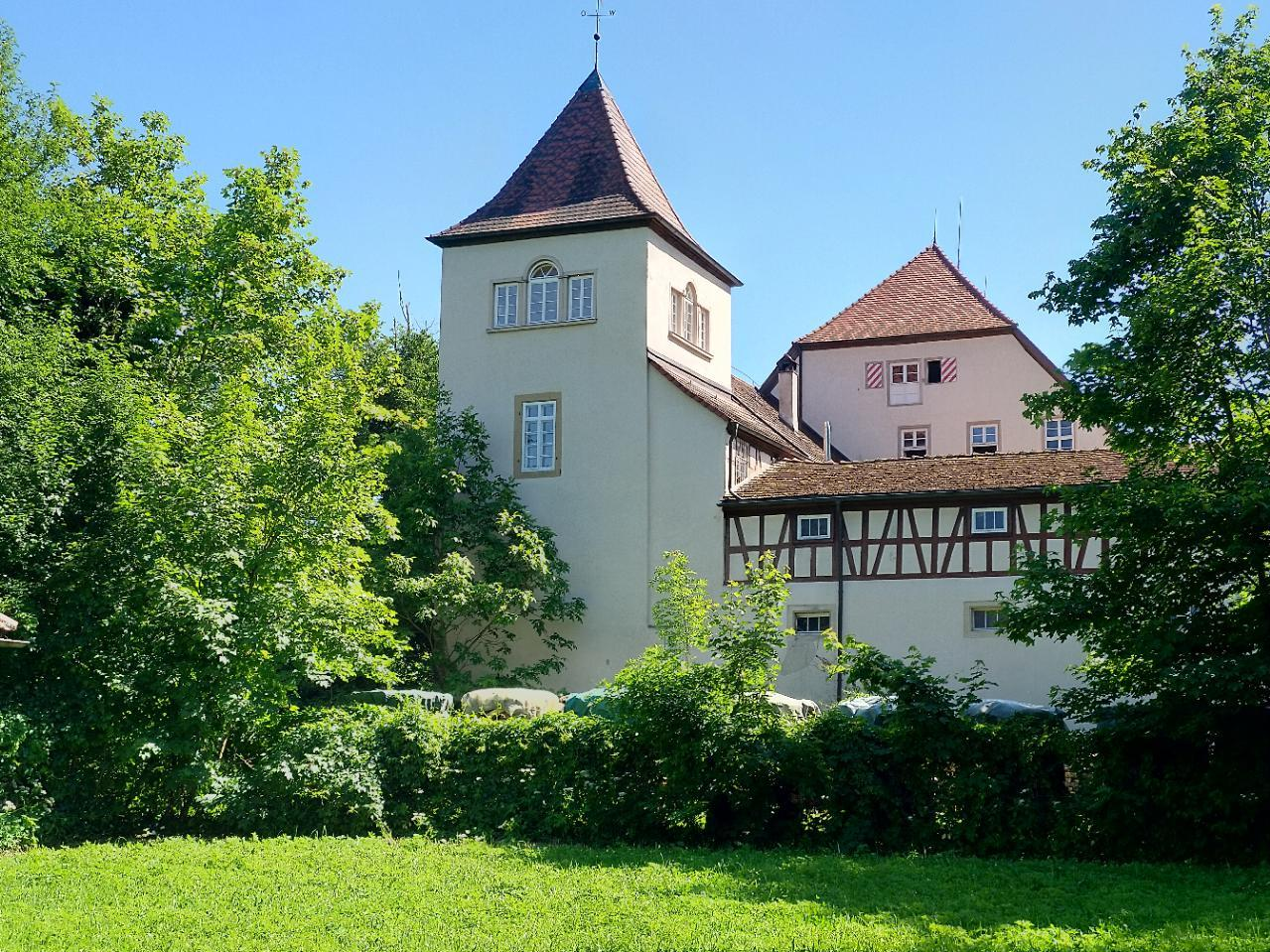
Schloss Weiler

- Schloss Weiler geht vermutlich auf eine mittelalterliche Wasserburg zurück und wurde ab 1588 neu erbaut.
- Das ehemalige Rentamt mit Zierfachwerk und Renaissanceportal von 1558 befindet sich im an das Schloss angrenzenden ehemaligen Herrenhof, wo sich auch noch historische Nebengebäude befinden.
- Die Evangelische Kirche „Unserer lieben Frau zu Weiler“ ist eine Chorturmanlage von 1399 und wurde 1758 erweitert. Wegen feuchten Untergrunds und Mauerwerks musste das Kirchenschiff 1931 neu errichtet werden. An die Kirche angebaut war eine 1844 abgerissene Gruft der Ortsherren. In der Kirche befand sich außerdem einst ein bedeutender historischer Flügelaltar, der seit 1953 im Besitz des Metropolitan Museum of Art ist.
- Auf dem Friedhof befindet sich die Wallfahrtskapelle, in der 1844 eine neue Familiengruft der Freiherren von Weiler eingerichtet wurde.
- Im Ortskern befinden sich mehrere spätmittelalterliche und renaissancezeitliche Fachwerkhäuser.

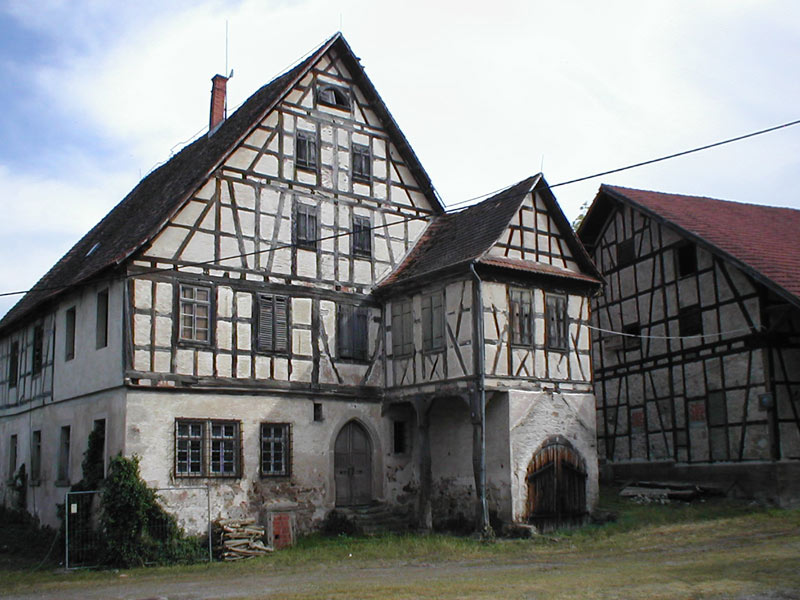
Rentamt beim Schloss
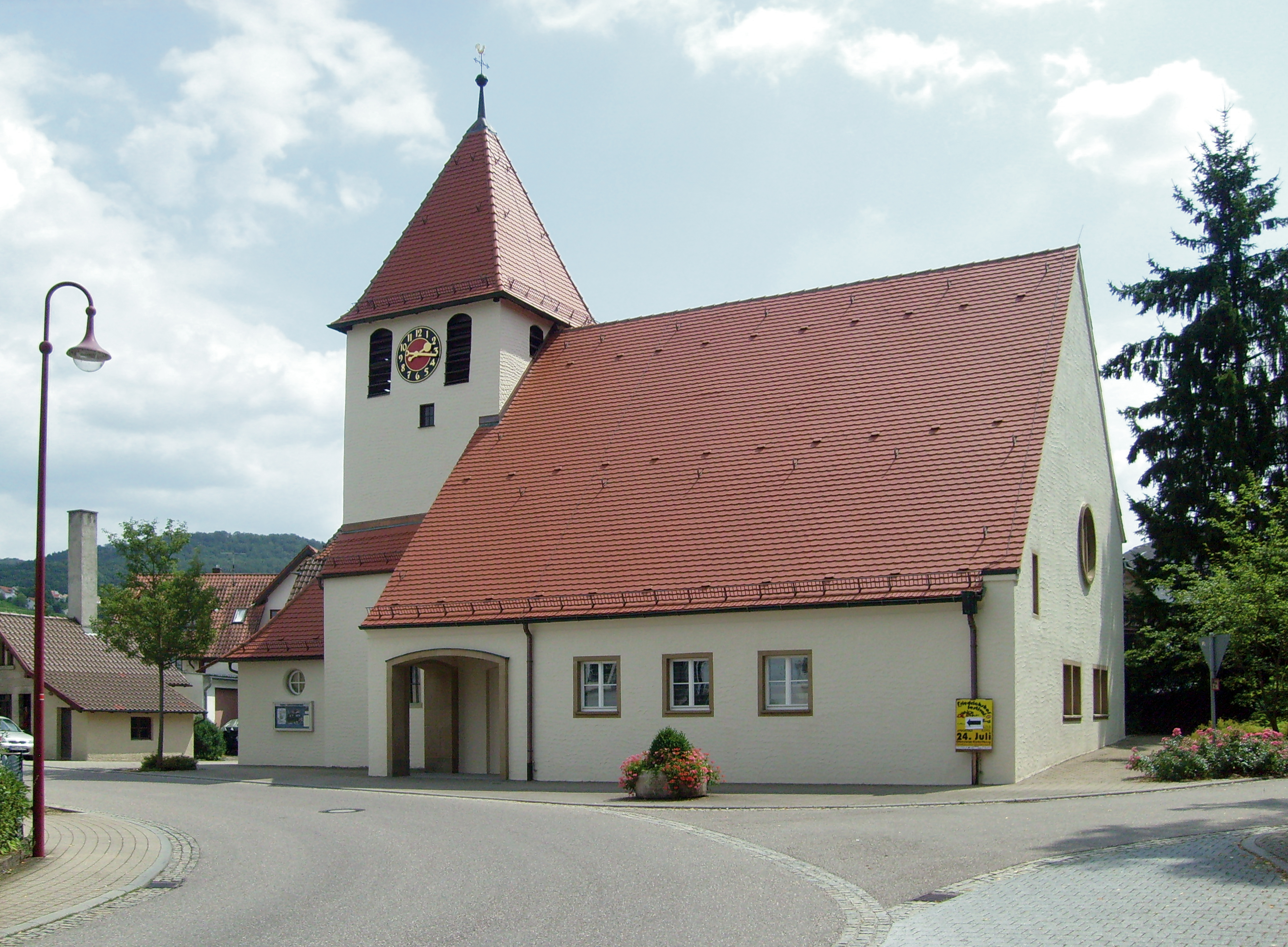
Kirche
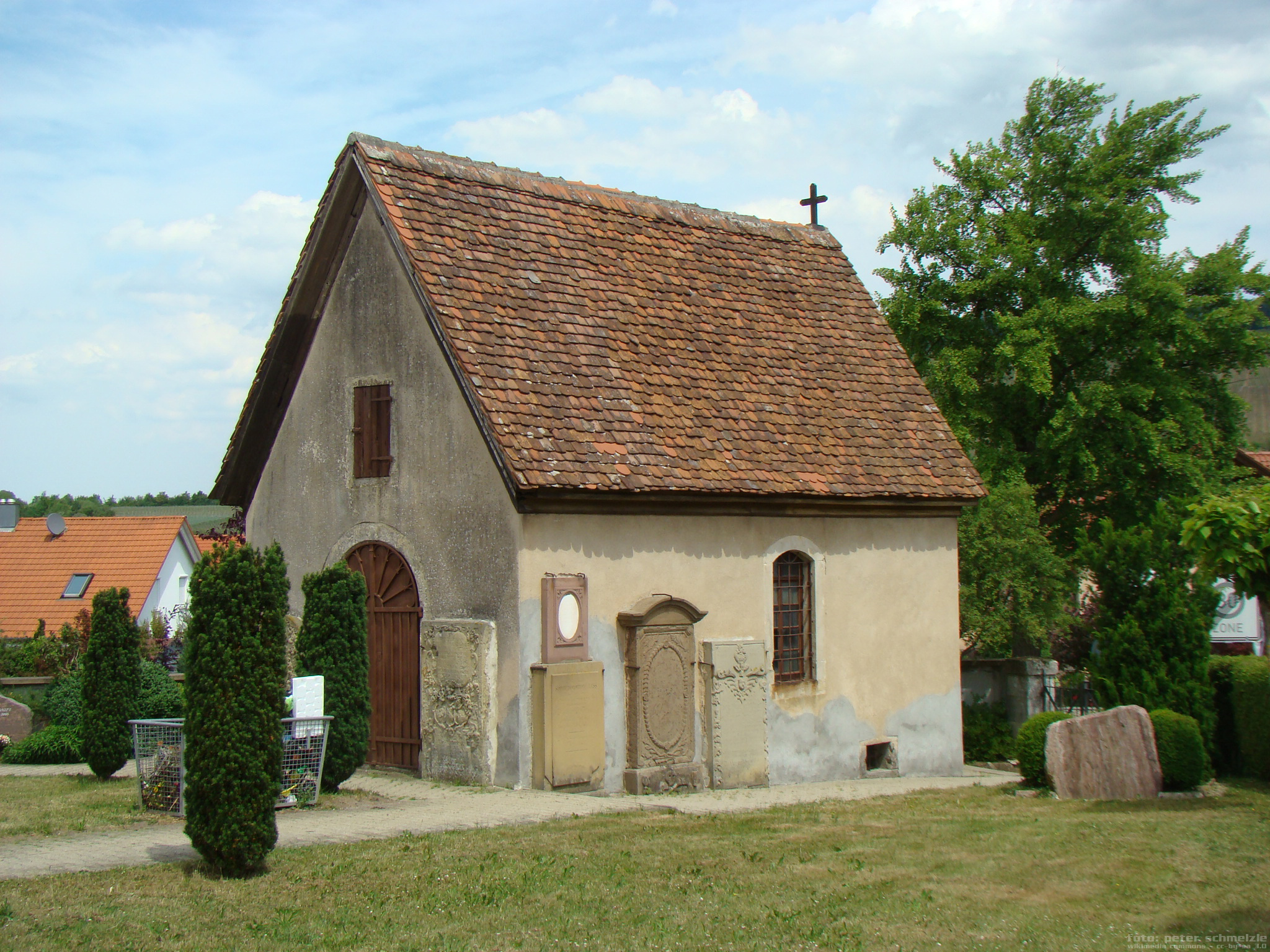
Wallfahrtskapelle mit Freiherrengruft

Willsbach

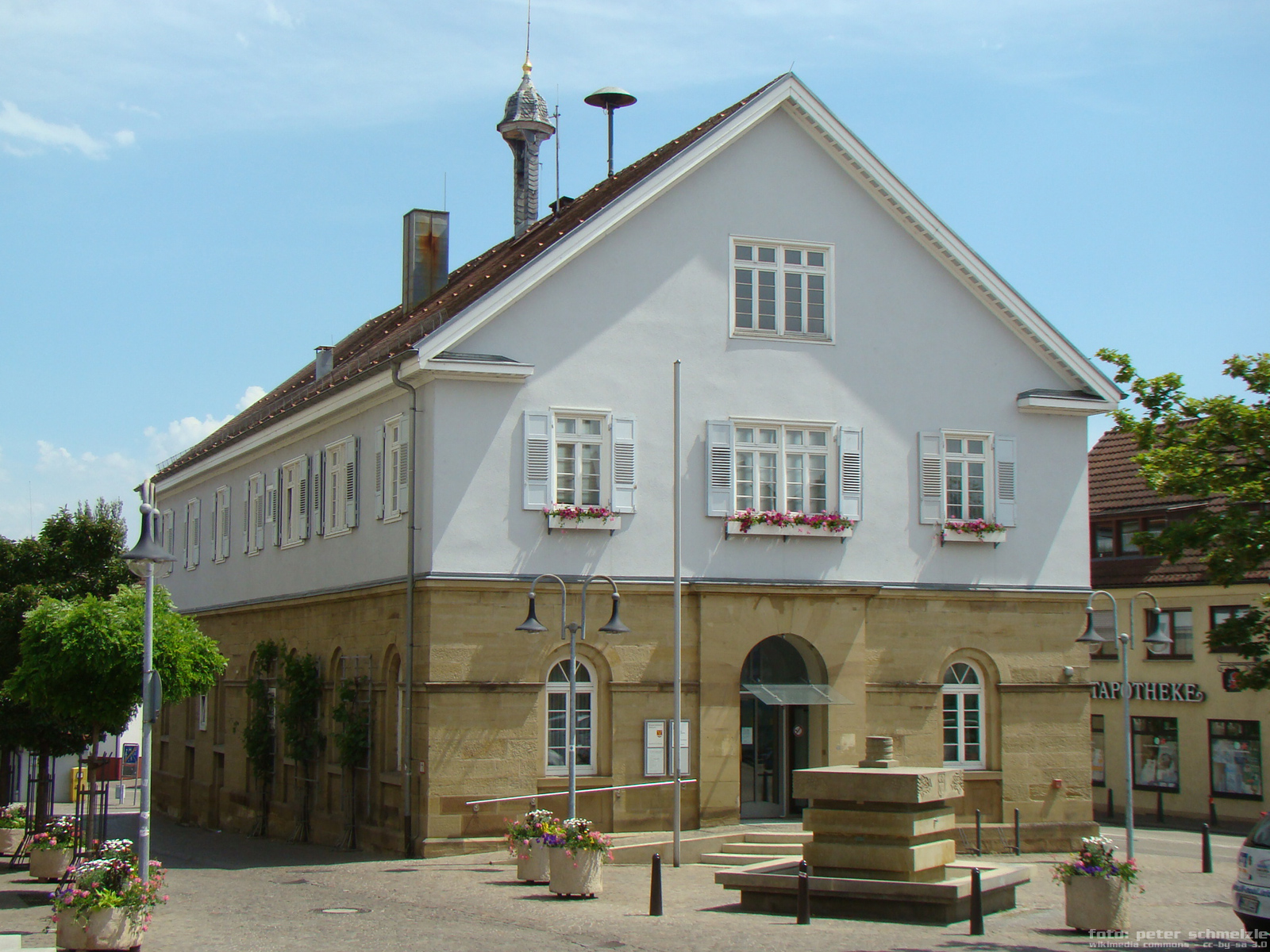
Altes Rathaus in Willsbach

- Die evangelische Georgskirche kam 1486, unter anderem durch Erweiterung einer älteren Kapelle nach Süden, zu ihrer heutigen Größe. Sie weist barocke Ausstattung von 1683 auf (Taufstein, Kanzel) und hat einen 1732 erbauten charakteristischen Zwiebelturm. Bei der großen Innenrenovierung im Jahr 1962/63 wurden die Seitenemporen und unten ein paar Sitzreihen abgebaut, die Kanzel von rechts links an den Chorbogen versetzt und dadurch Platz für die Bornefeld-Orgel von 1973 geschaffen. Neun Holztafel-Gemälde werden dem in einigen Kirchen der Region um 1750 tätigen Prager Kunstmaler Johannes Stiegler zugeschrieben. Die acht farbverglasten Bildfelder im großen Kanzelfenster hat 1928 die Künstlerin Lydia Jost-Schäfer entworfen.[28] Das Chorfenster von 1970 stammt vom Künstler Wolf-Dieter Kohler und verdeutlicht den Missionsbefehl Mt 28,18-29 Lut. Im Zentrum sitzt der auferstandene Christus in seiner Herrlichkeit (Majestas Domini), von Engeln umgeben. Sein Auftrag zur Mission, den er an die Jünger gibt, äußert sich im unteren Fensterteil durch die Taufe, die Predigt und das heilige Abendmahl.[25]
- Die katholische Vaterunser-Kirche wurde in den 1960er Jahren erbaut.
- Das Alte Rathaus ist ein klassizistischer Bau von 1845, in dem sich ursprünglich auch eine Kelter befand.
- Altes Schulhaus
- Historische Gedenktafeln erinnern an die Hungersnot von 1771 und den Bau der Zehntscheune sowie die „große Theuerung“ von 1817.

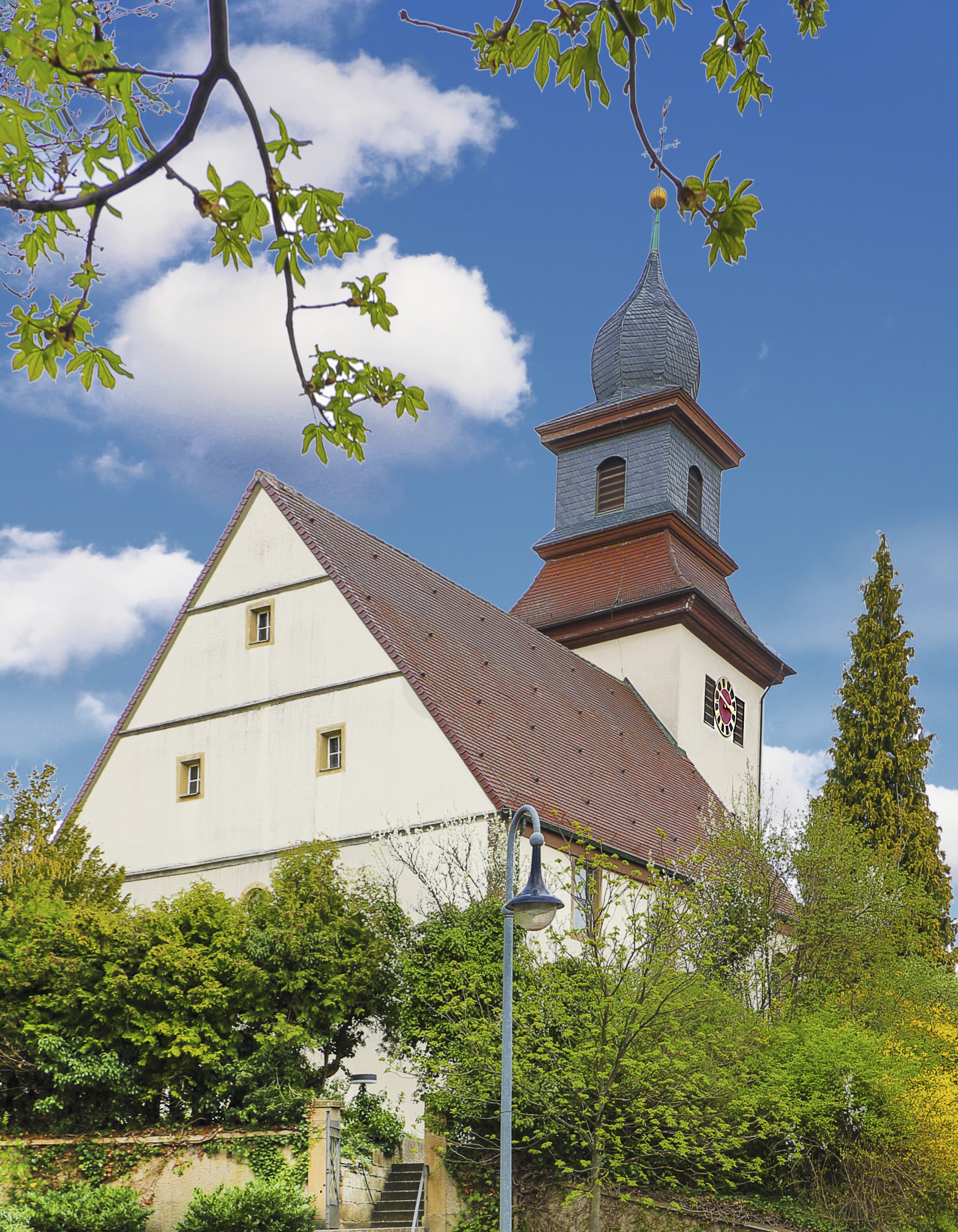
Georgskirche
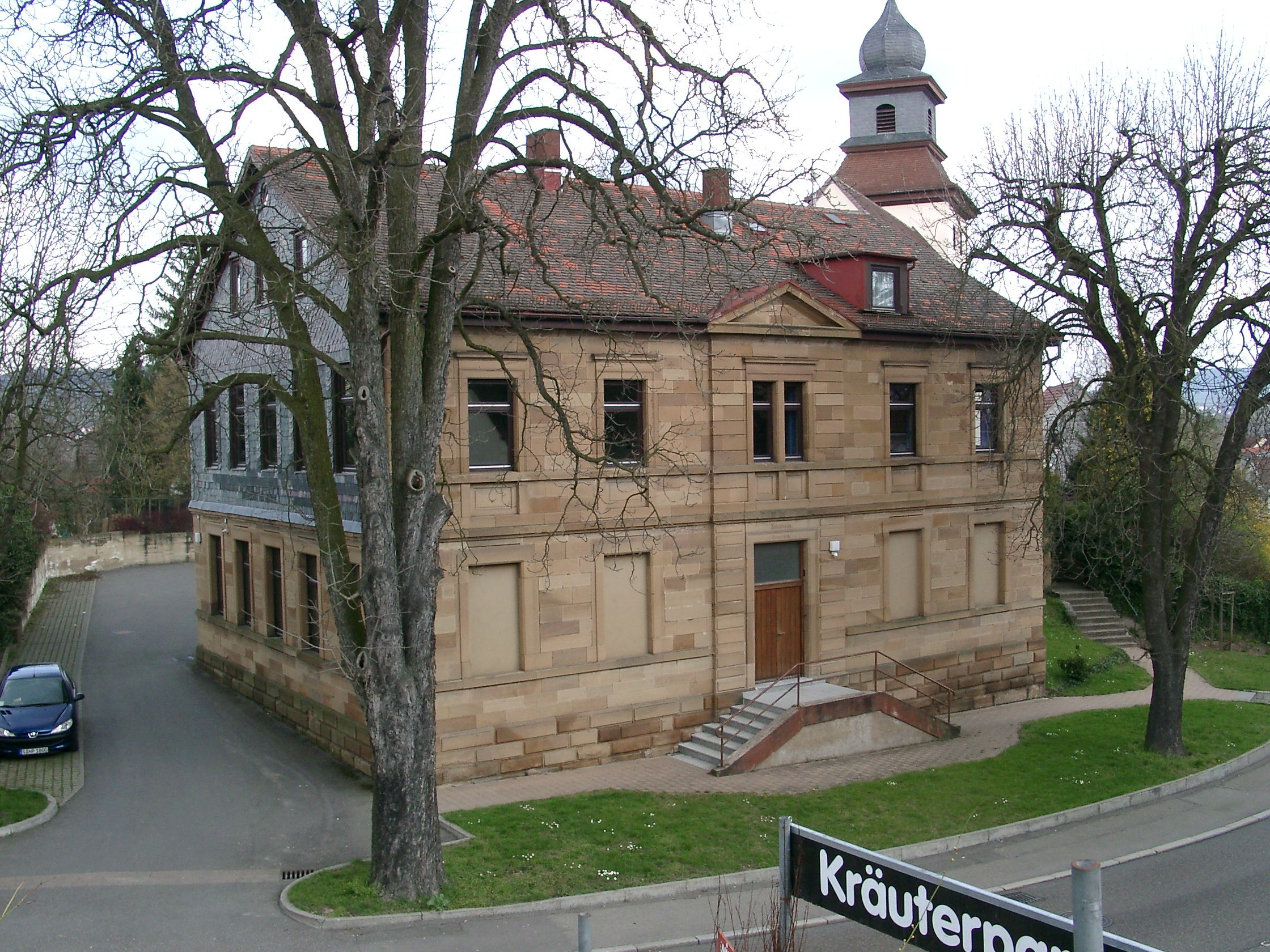
Altes Schulhaus
Gedenkstein von 1771

### Naturdenkmale
Zwischen Friedrichshof und Waldhof stand am Wegrand die bekannte Zigeunerfohrle, eine als Naturdenkmal ausgewiesene, auffallend geformte Waldkiefer. Sie musste im Sommer 2017 gefällt werden, weil sie weitgehend abgestorben war und eine Gefahr für die Öffentlichkeit darstellte. In den Wäldern oberhalb des Friedrichshofs, südöstlich von Eichelberg und dicht an der Gemeindegrenze zu Bretzfeld, befindet sich der ebenfalls als Naturdenkmal ausgewiesene Hohle Stein, eine vom Wasser ausgewaschene natürliche Felsbrücke.

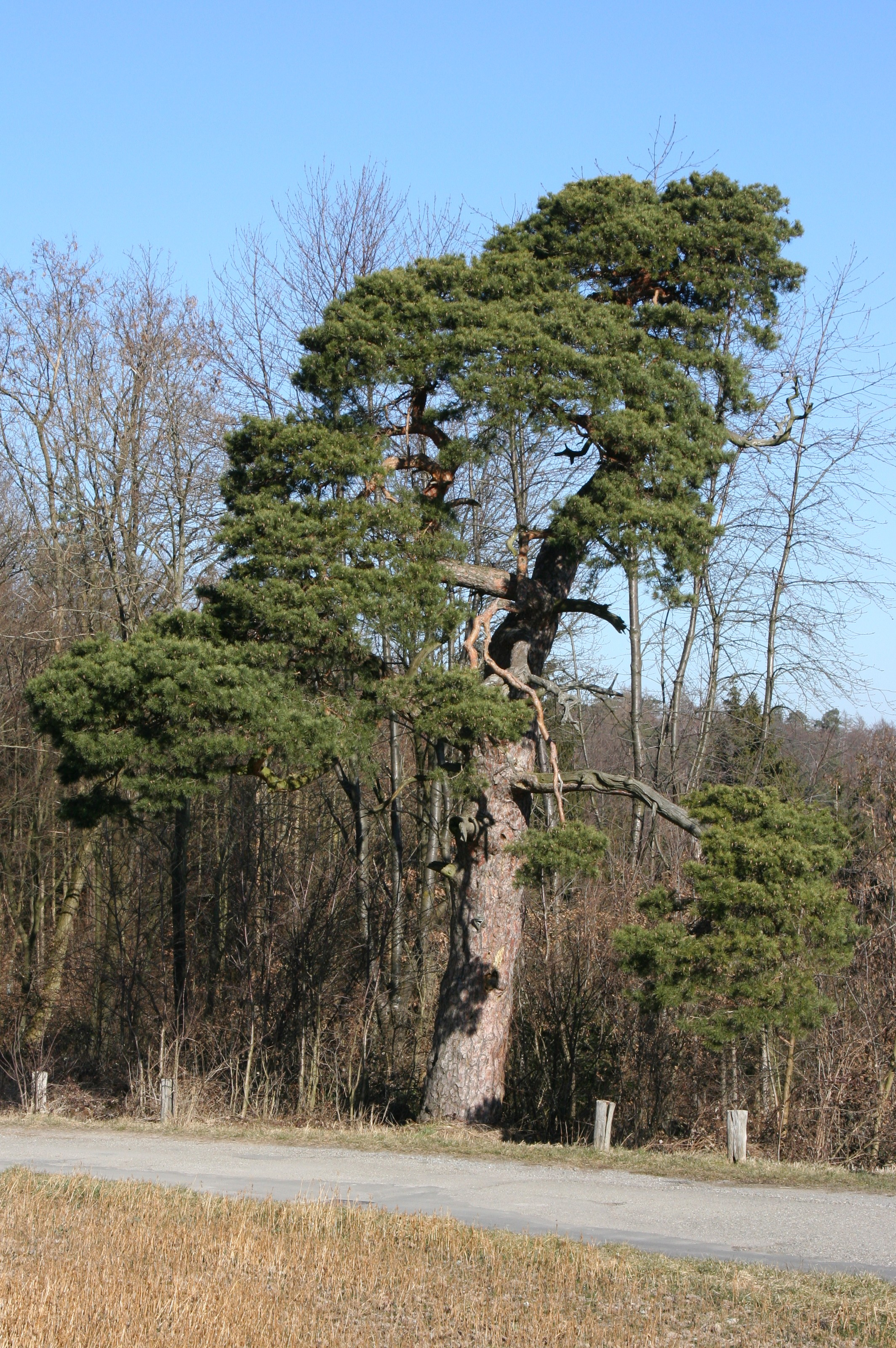
Die Zigeunerfohrle (2008)
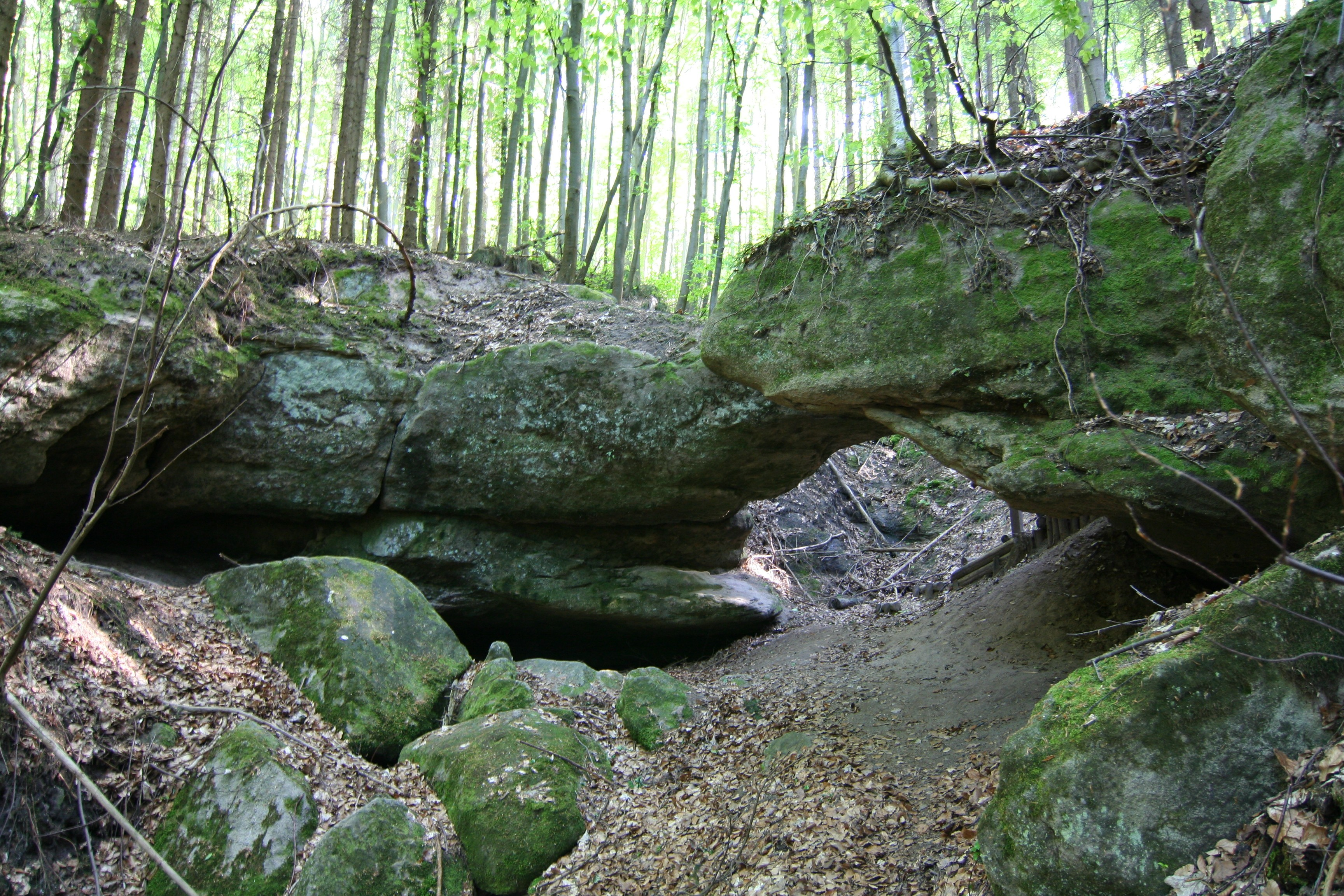
Der Hohle Stein

## Wirtschaft und Infrastruktur

### Weinbau
Ein wichtiger Gewerbezweig ist in Obersulm der Weinbau. Die Mitglieder zweier Weingärtnergenossenschaften, darunter die Winzer vom Weinsberger Tal, und einige Selbstvermarkter bewirtschaften insgesamt 387 ha Rebfläche. Ebenfalls in Obersulm angesiedelt ist die Schlosskellerei Affaltrach, die neben Wein auch Sekt herstellt. Die Lagen gehören zur Großlage Salzberg im Bereich Württembergisch Unterland des Weinbaugebietes Württemberg.

### Verkehr

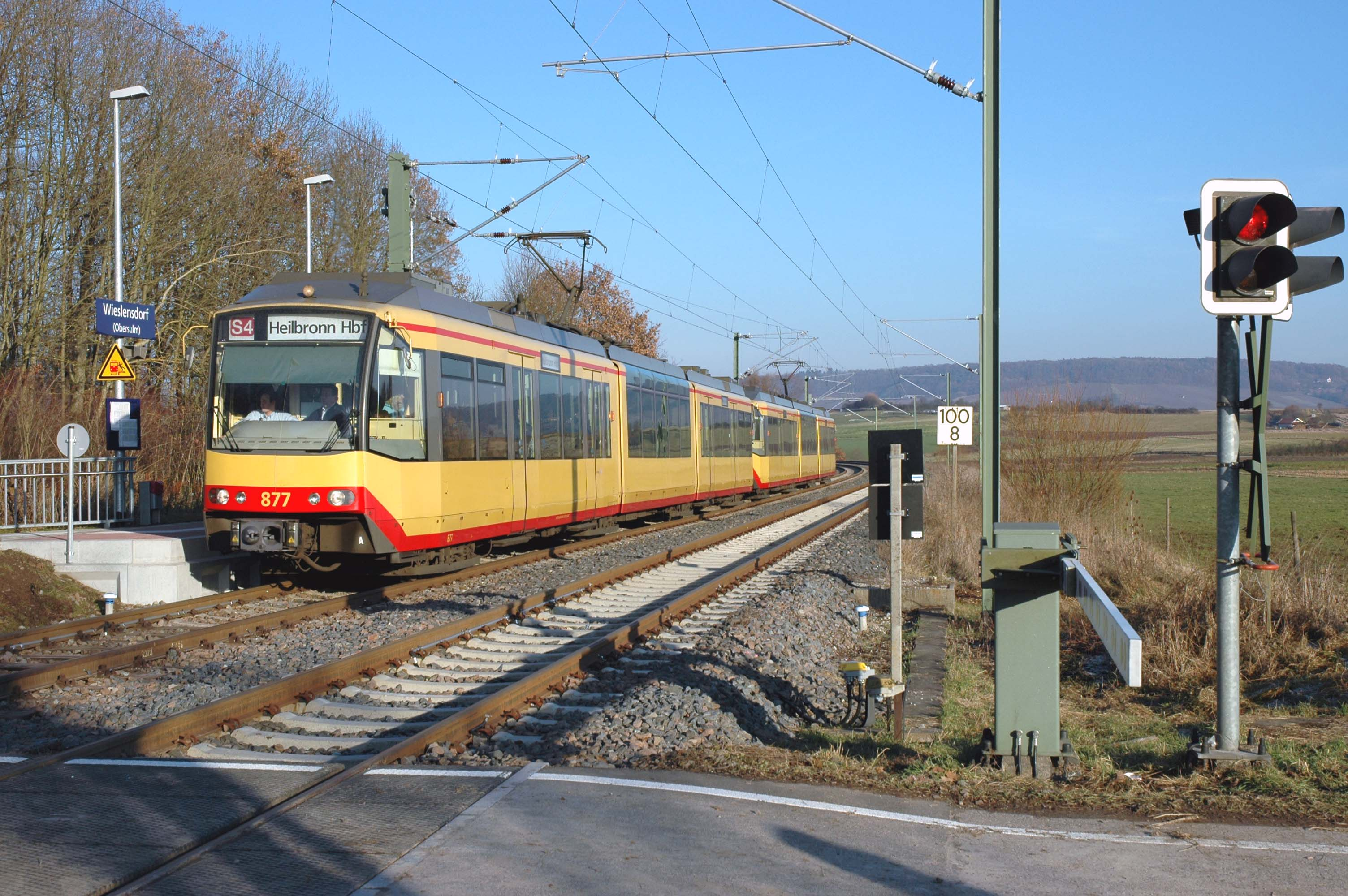
Stadtbahn-Triebwagen am neuen Haltepunkt Wieslensdorf der Bahnstrecke Crailsheim–Heilbronn

Obersulm liegt an der B 39 von Heilbronn nach Mainhardt und mit dem Bahnhof Eschenau sowie den Haltepunkten Sülzbach, Sülzbach Schule, Willsbach, Affaltrach und Wieslensdorf an der Bahnstrecke Crailsheim–Heilbronn. Seit dem Dezember 2005 fährt dort im halbstündigen Takt die Linie S4 der Stadtbahn Heilbronn nach Heilbronn und Öhringen.
Durch eine Alltagsroute aus dem Radnetz Baden-Württemberg sind Sülzbach, Willsbach, Affaltrach und Eschenau über Ellhofen und Weinsberg mit Heilbronn und in der anderen Richtung über Bretzfeld mit Öhringen verbunden. Der Württemberger Weinradweg führt als Landes-Radfernweg ebenfalls durch die Gemeinde. Er beginnt in Rottenburg am Neckar und führt nach Niederstetten.

### Ansässige Unternehmen
Das in den 1950er Jahren im Ortsteil Affaltrach von Emil Müssig gegründete emü-Möbelwerk zählte zu den bedeutendsten Betrieben der Gemeinde und hatte insbesondere mit Zweisäulentischen unternehmerischen Erfolg. Die Tochterfirma Interfort produzierte auflagenstarke Selbstbauregale, die über Kaufhäuser vertrieben wurden.
Das im Ortsteil Willsbach ansässige, 1969 gegründete Unternehmen CD Cartondruck AG produziert in Obersulm mit 380 Mitarbeitern (Stand: 2007) aufwändige Verpackungen für die Kosmetik- und Süßwarenindustrie. Es existiert eine Niederlassung in Polen (Danzig) und ein Vertriebsbüro in Frankreich (Paris). Im Mai 2011 wurde die CD Cartondruck AG in die amerikanische Multi Packaging Solutions, Inc. (MPS) integriert. Die seitherige Niederlassung in den USA (Fairview) wurde von MPS übernommen. 2011 machte Cartondruck einen Umsatz von über 73,5 Millionen Euro.

### Medien
Über das Geschehen in Obersulm berichtet die Tageszeitung Heilbronner Stimme in ihrer Ausgabe für das Weinsberger Tal (WT).
Seit Oktober 2000 erscheint zudem in Obersulm das wöchentliche Anzeigen- und Nachrichtenblatt sulmtal.de – das extrablatt, das auch in einigen Nachbargemeinden kostenlos verteilt wird.

### Bildung
Obersulm verfügt über zwei Grundschulen in Affaltrach und Eschenau, eine kombinierte Grund- und Hauptschule mit Werkrealschule in Sülzbach (Michael-Beheim-Schule), die Förderschule Käthe-Kollwitz-Schule in Weiler sowie die Realschule Obersulm in Willsbach. Zum Schuljahr 2004/2005 nahm zudem das private, von einer Stiftung getragene Evangelische Gymnasium Obersulm die Arbeit auf. Am 28. Oktober 2005 wurde das Gymnasium umbenannt in Evangelisches Paul-Distelbarth-Gymnasium Obersulm, nach Paul Distelbarth, dem ehemaligen Verleger und Mitbegründer der Tageszeitung Heilbronner Stimme.
Die Volkshochschule Unterland unterhält in Obersulm eine Außenstelle.
Die Gemeindebücherei Obersulm verfügt über einen Bestand von 27.000 Medieneinheiten.

## Persönlichkeiten

### Ehrenbürger
- Harry Murso (* 2. März 1945), Bürgermeister von 1988 bis 2011 (verliehen 2011)[38][39]

### Söhne und Töchter der Gemeinde Obersulm
- Michael Beheim (1416–ca. 1474), Schriftsteller, geboren in Sülzbach
- Friedrich Ludwig Ernst Neudörffer (1823–1889), geboren in Weiler, württembergischer Oberamtmann
- Christoph Friedrich Hegelmaier (1833–1906), geboren in Sülzbach, Botaniker, Mitglied der Leopoldina
- Gustav Kleinknecht (1837–1909), 1891–1902 Schultheiß und 1907 Ehrenbürger von Möhringen
- Adolph Grünwald (1840–1925), Kaufmann, Bauherr und Kunstsammler, geboren in Affaltrach
- Bertha Thalheimer (1883–1959), Politikerin (KPD), geboren in Affaltrach
- August Thalheimer (1884–1948), Politiker (KPD-Vorsitzender) und marxistischer Theoretiker, geboren in Affaltrach
- Hermann Stoll (1904–1944), Geologe und Prähistoriker, geboren in Eschenau
- Alfred Schöffler (1929–2017), Politiker (SPD), Landtagsabgeordneter, geboren in Eschenau
- Dieter Weirich (* 1944), Politiker (CDU), MdB, Intendant der Deutschen Welle, geboren in Sülzbach
- Reinhold Gall (* 1956), Politiker (SPD), Innenminister und MdL (Baden-Württemberg), geboren in Sülzbach

### Weitere mit Obersulm in Verbindung stehende Personen
- Marianne Pirker (1717–1782), Kammersängerin und Sopranistin, lebte zeitweise in Eschenau
- Ingeborg Schäffler-Wolf (1928–2015), Künstlerin, lebte und arbeitete in Willsbach
- Dietmar Friedmann (1937–2020), Buchautor und Dozent, lebte in Obersulm
- Armin Waldbüßer (* 1960), Politiker (Bündnis 90/Die Grünen), Landtagsabgeordneter, Ortsvorsteher von Willsbach
- Fabian Döttling (* 1980), Schachgroßmeister, aufgewachsen in Affaltrach
- Marco John (* 2002), Fußballspieler, aufgewachsen in Sülzbach